# Parc Bagatelle
Pour les articles homonymes, voir Parc de Bagatelle (homonymie).
Le parc Bagatelle est un parc d'attractions situé dans la commune de Rang-du-Fliers,, sur la Côte d'Opale, dans la région Hauts-de-France. Il comprend une trentaine d'attractions ainsi que des jeux payants et spectacles. C'est le plus ancien parc d'attractions français en activité.

## Historique

Ancien logo.

Après la Seconde Guerre mondiale, les époux Parent achètent 27 hectares de terrain entre Berck et Le Touquet, principalement pour que M. Henri Parent puisse exercer sa passion, la chasse au gibier d'eau. Pour ce faire, ils doivent déminer le terrain.
En 1955 ouvre le parc Bagatelle. À cette occasion, le concept de parc d'attractions fait son retour en France après vingt-et-un ans de disparition. En effet, le 6 février 1934 est la date de fermeture du dernier parc d'attractions français encore en activité, Magic City,. Le domaine de Rang-du-Fliers, qui accueillait une demeure servant de maison d'hôtes en raison de la proximité des deux stations balnéaires, propose une distraction : des vélos excentriques surnommés vélo-kangourou. Rapidement, un minigolf et des jeux pour enfants sont ajoutés. Mme Parent de son côté demande que des animaux soient présentés aux enfants. Bagatelle devient un « parc de loisirs » mais ce terme n'apparaît qu'en 1963 avec La Mer de sable.
Dans les années 1970, avec l'arrivée de François Parent, fils des fondateurs à la tête de l'entreprise, une partie du site est transformée en parc d'attractions permanentes grâce à la sédentarisation de forains. Un petit train fait le tour du domaine. Il est composé d'une véritable machine à vapeur 030T Orenstein & Koppel et de baladeuses Pershing. Le tout est alors racheté par Henri Parent aux sablières d'Ormesson en Seine et Marne (le matériel est revendu dans les années 1980 après l'achat d'un train Soquet). François Parent se concentre sur le thème de l'Ouest américain.
Avec la rentabilité du parc, des attractions sont régulièrement ajoutées, tout comme des points de vente et de restauration.
Après quelques années difficiles, François Parent laisse les rênes en 1990 à son fils François-Jérôme Parent pour tout le développement des nouveautés. L'année suivante, 280 000 entrées sont réalisées. S'ensuivent des années de rentabilité et le domaine accueille chaque année de plus en plus de visiteurs. Leur nombre augmente à 300 000 en 1992.
En 1993, Bagatelle change sa billetterie au profit d'un ticket unique en raison de la concurrence des parcs belges Walibi Belgium et Bellewaerde. Le parc est alors un exemple de site récréatif régional à rencontrer le succès. Ils sont alors 320 000 à passer les portes du site et l'accroissement de visites continue avec 349 000 en 1994 et 380 000 l'année suivante. Le Fort Aventure ouvre pour les 405 650 entrées en 1996 et l'île de la tortue est ouverte en 1997. Cette année, le parc rangeois accueille 414 000 visiteurs et 421 400 l'année suivante. En 1999, Bagatelle établit son record de fréquentation en accueillant 422 516 visiteurs. De multiples zones et attractions sont inaugurées de 1990 à 2000, date à laquelle François Parent décide de vendre le parc au groupe Grévin & Cie qui propose une meilleure offre de rachat plutôt qu'à son fils François-Jérôme Parent.
En juin 2000, le site rejoint le groupe Grévin & Cie, comprenant le parc Astérix. La saison se clôture avec une fréquentation en baisse à hauteur de 400 000. Un grand investissement est consenti en 2001, soit trois millions d'euros. La majorité est insufflée dans le Raft, un circuit de bouées de l'Allemand Hafema. La diminution se poursuit durant plusieurs années avec 373 600 entrées en 2001 et 365 599 en 2002. La même année, Grévin & Cie est racheté par la Compagnie des Alpes et est renommé CDA Parks en 2006 à la suite du rachat des anciens concurrents belges du groupe Walibi. La partie zoologique du parc ferme ses portes en 2006. Les chiffres restent décevants avec 381 350 en 2003, 329 821 en 2004 et 311 535 en 2005.
Bertrand Delgrange, l'un des petit-fils du fondateur Henri Parent, fonde en 2006 le parc d'aventure en intérieur Koezio à Villeneuve-d'Ascq. D'autres exemplaires sont inaugurés par la suite. À Rang-du-Fliers, les visiteurs de Bagatelle sont alors 284 000 à passer les portes du site en 2006 et leur nombre continue de décevoir avec 280 000 en 2007 et 285 000 l'année suivante.
Bagatelle accueille 290 000 visiteurs en 2009, soit 10 % de plus qu'en 2008. Cela lui permet d'être à nouveau bénéficiaire, ce qui n'était plus le cas depuis cinq ans,.
Le 15 décembre 2010, la Compagnie des Alpes annonce la vente de sept parcs dont Bagatelle au fonds d’investissement H.I.G. Capital France associé à Laurent Bruloy, ancien dirigeant d'Aqualud. Leur holding est nommée Looping avec comme président Laurent Bruloy, son siège se situe à Bagatelle. Le groupe possède une dizaine d'autres sites touristiques. 280 000 visiteurs franchissent les portes du parc en cette année, et 265 000 visiteurs en franchissent les portes en 2011.
Le domaine inaugure en 2012 une nouvelle attraction sensationnelle dont le parcours s'étend sur une emprise d'environ 120 mètres et culmine à 45 mètres de haut, soit la hauteur du phare de Berck. L'occasion d'acquérir ces montagnes russes inversées baptisées Triops se présente en septembre 2011. Cette nouveauté attire 261 396 visiteurs cette année. Le nouveau directeur Vincent Timpani entre en fonction en décembre 2012. Il succède à Philippe Desnoues, démissionnaire. En 2013, le parc rangeois reçoit 287 591 visiteurs, soit 10 % de plus qu'en 2012. En 2014, le domaine de dégage un bénéfice pour la seconde année consécutive avec 265 000 entrées au compteur. En novembre, le directeur d'exploitation de Walygator Parc François-Jérôme Parent est nommé par Looping Group au poste de manager du Parc Bagatelle. Il reste momentanément actionnaire du site lorrain. Il fait son retour et succède à Vincent Timpani à la direction.
Le parc fête ses soixante ans en 2015. Pour cette saison anniversaire, 310 000 entrées sont dénombrées, soit 18 % de plus qu'en 2014 et cela représente les meilleurs résultats depuis 2005. 285 000 entrées sont dénombrées en 2016. L'année suivante, une attraction à sensations est étrennée. Silver Wings est un modèle d'Air Race de l'italien Zamperla ; cette nouveauté fait grimper la fréquentation du site à 309 700 unités, il est de ce fait le neuvième site touristique culturel et de loisirs le plus visité en Hauts-de-France
Durant la saison 2018 qui voit la construction d'un carrousel neuf, 316 000 entrées sont réalisées,. Certaines attractions — la petite roue, Cocotte express et le petit canot — sont déplacées pour la saison 2019. Elles sont montées où se situait le parc animalier dans le passé. Cet espace de deux hectares dédié aux très jeunes enfants peut être clos dans le but d'ouvrir uniquement cette zone hors saison à la Toussaint et Noël sans ouvrir l'entièreté du parc,,. La thématique réalisée par l'entreprise belge Giant est l'univers de la ferme. En octobre 2019, « Baggy Forest » Halloween attire 12 000 visiteurs. En 2020, le parc annonce l'arrivée d'une nouvelle attraction mais la pandémie de Covid-19 entraîne le report de son ouverture à 2021 ainsi qu'un retard d'ouverture de près de 3 mois. Cette même année voit la suppression de la grande roue qui était présente dans le parc depuis 1968.
En 2022, après deux années difficiles liées à la pandémie de Covid-19 et sans fermeture imposée, le parc réalise une belle saison. Il accueille 384 000 visiteurs qui, en comparant à l'année 2019, la dernière aux conditions normales, représente une hausse de 15 %.
En 2023, le Ciné Dynamik qui était fermé depuis 2019, rouvre ses portes avec un nouveau film en 3D nommé Wild West Mine Ride.

## Le parc d'attractions

### Lesmontagnes russes
| Nom             | Type                          | Constructeur         | Année | Remarque |
| --------------- | ----------------------------- | -------------------- | ----- | --- |
| Famous Jack     | Tournoyantes                  | Reverchon Industries | 2006  | Ouvert en 2000 à Pleasurewood Hills sous le nom de Mouse Trap, anciennement Ragondingue de 2006 à 2014                          |
| Gaz Express     | Métal / Train de la mine      | Soquet               | 1987  | Anciennement Mine d'Or Engloutie de 1987 à 2004, Train de la mine en 2005, Bouzouc de 2006 à 2011 et Bag express de 2012 à 2014 |
| Kid'z Coaster   | Montagnes russes junior       | SBF Visa Group       | 2015  | |
| Spirale Express | Métal / Junior                | Soquet               | 1996  | Anciennement Wapiti jusqu'en 2002 puis Spirale des Dunes jusqu'en 2014                                                          |
| Triops          | Inversées navette / Invertigo | Vekoma               | 2012  | Précédemment à Liseberg, puis à Allou Fun Park, puis à Sommerland Syd                                                           |

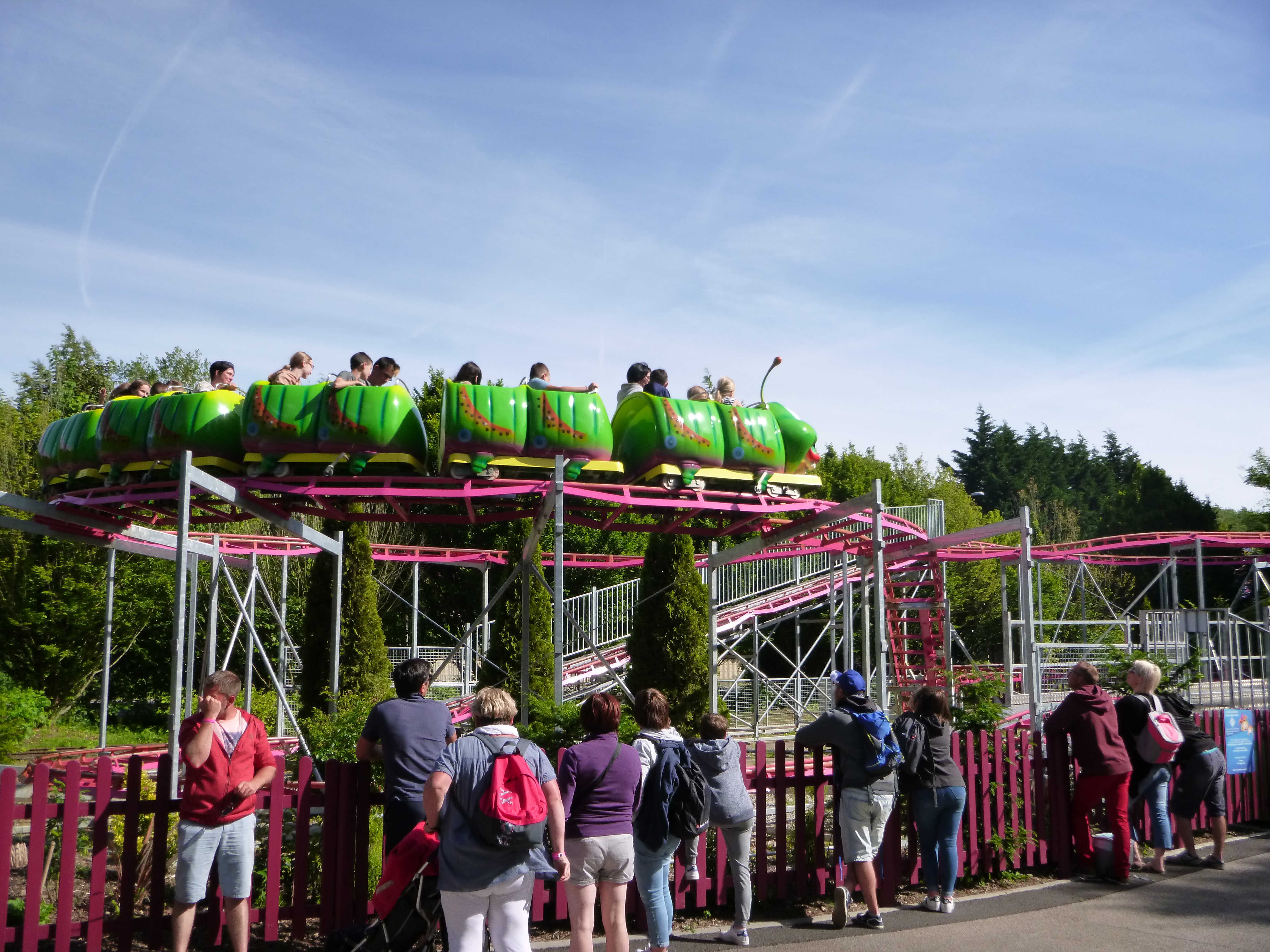
Kid'z Coaster
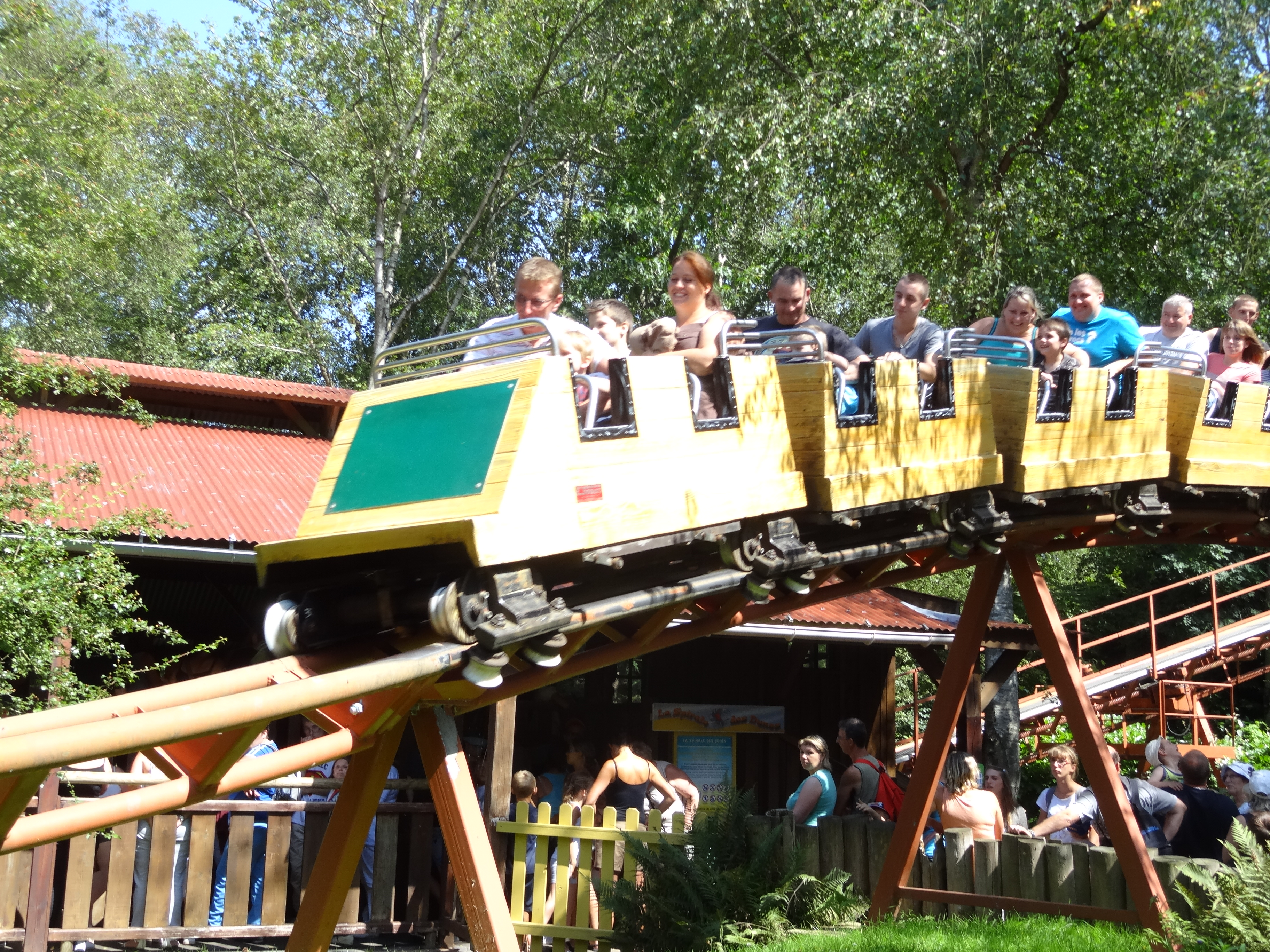
Spirale Express
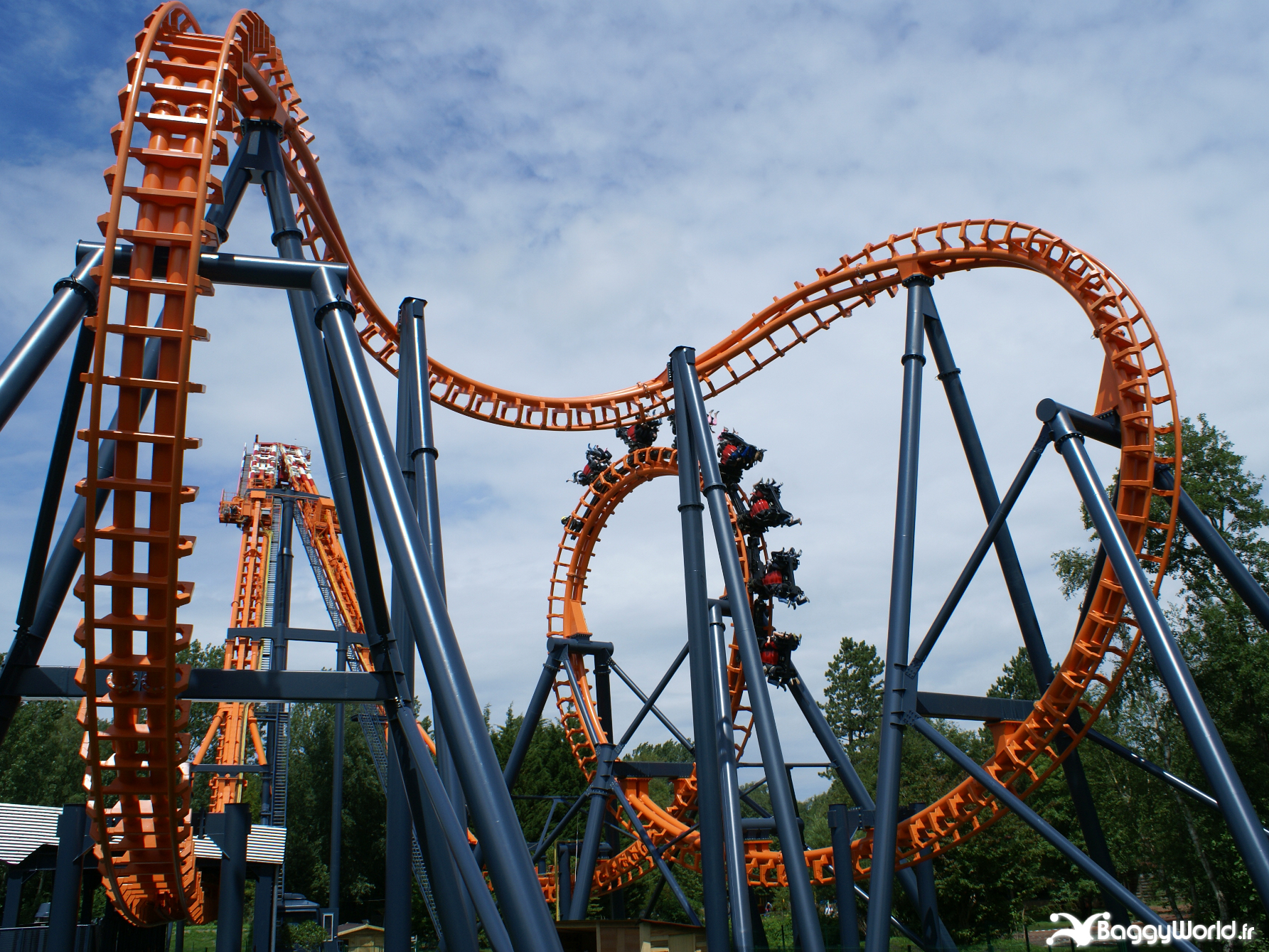
Triops
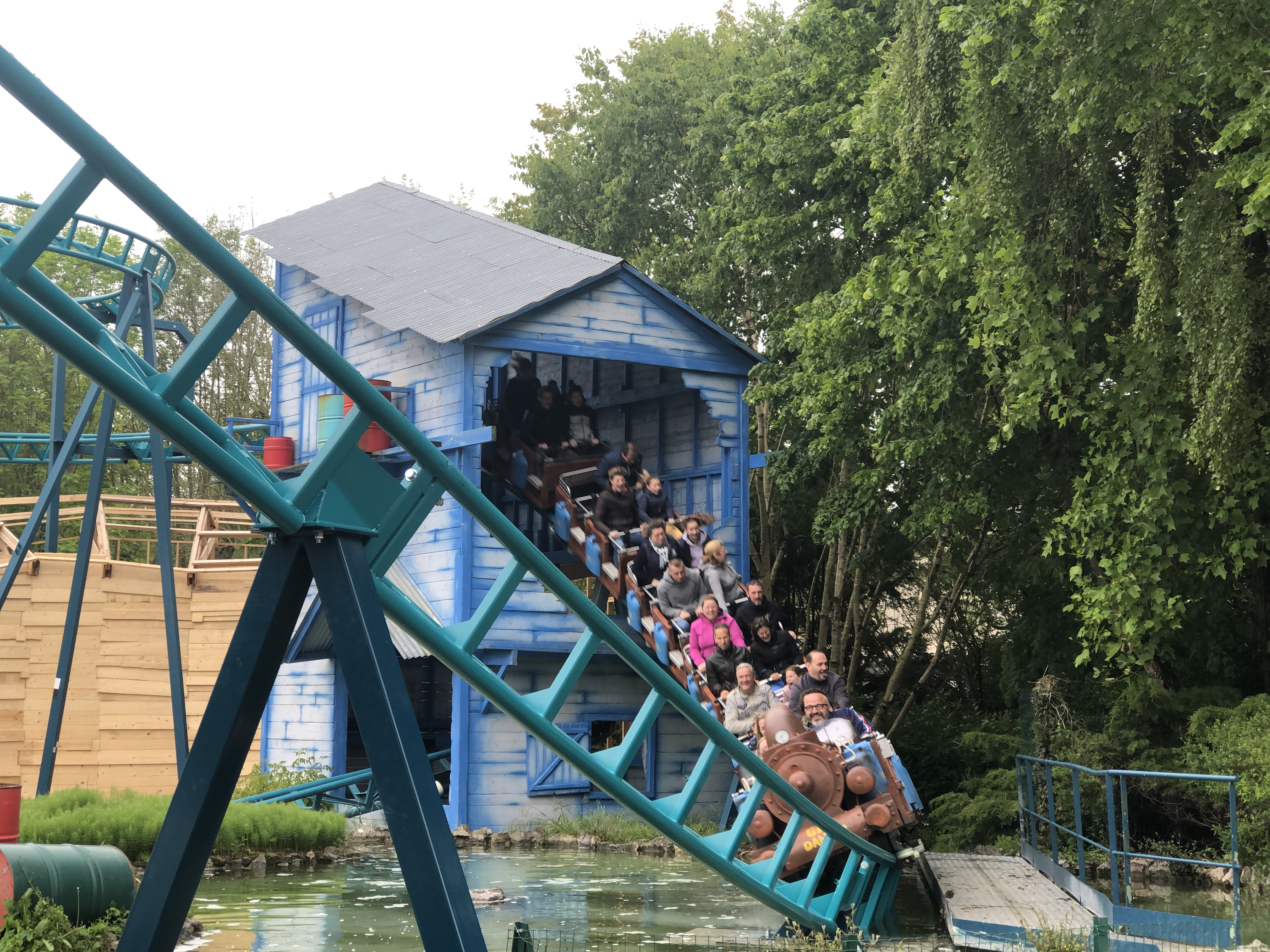
Gaz Express
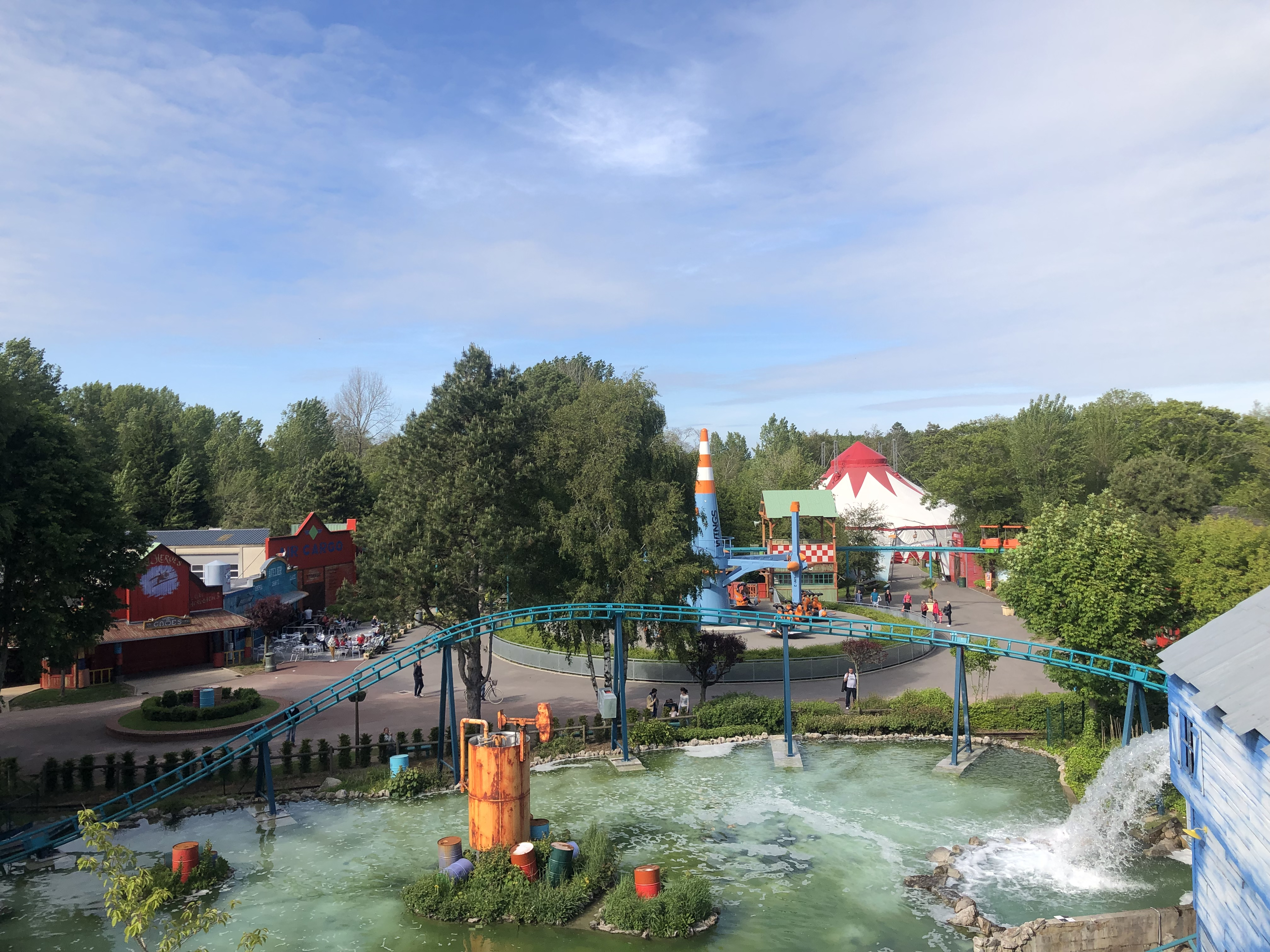
Depuis le Gaz Express vue sur le Silver Wings et le chapiteau
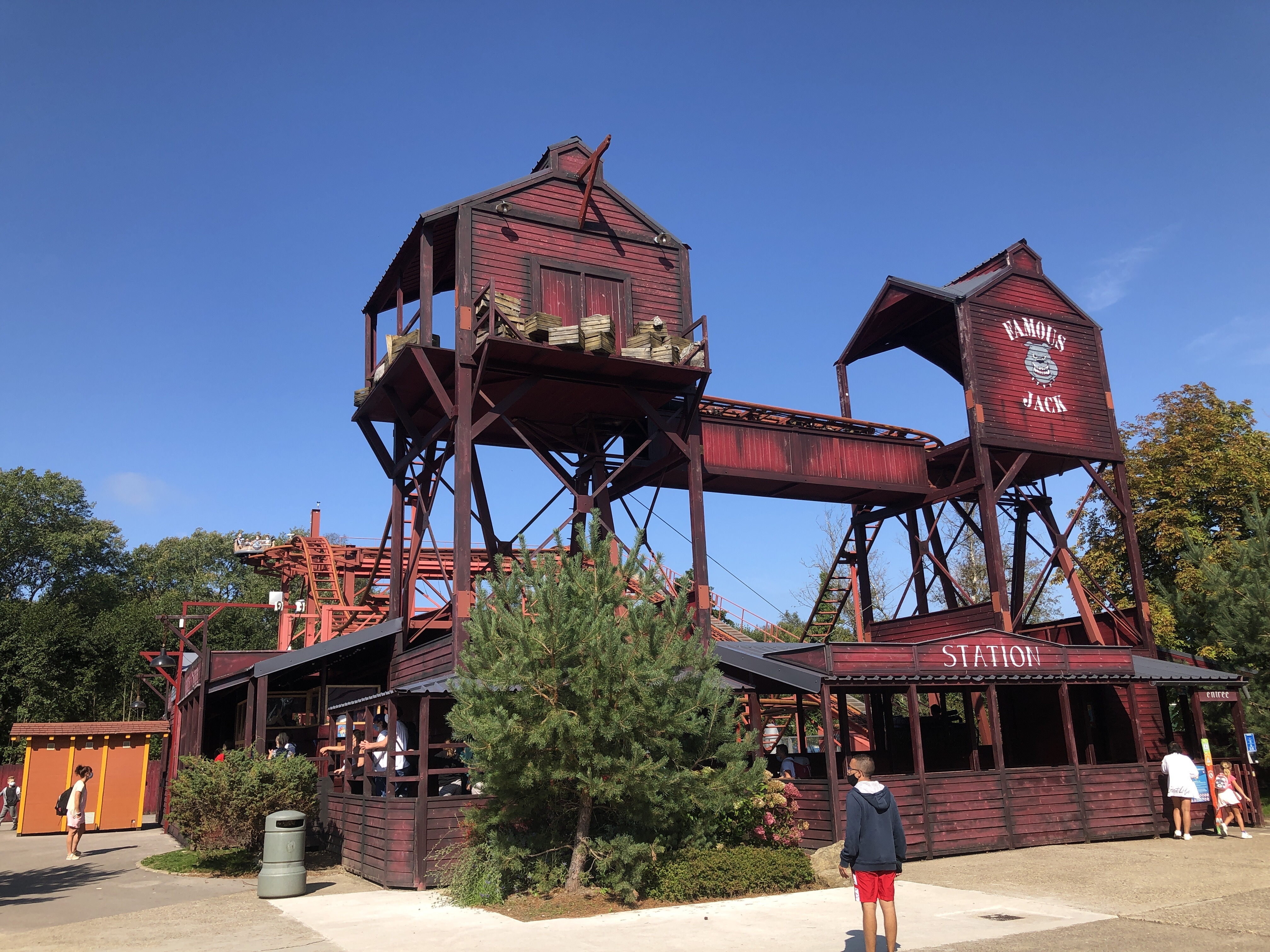
Le Famous Jack
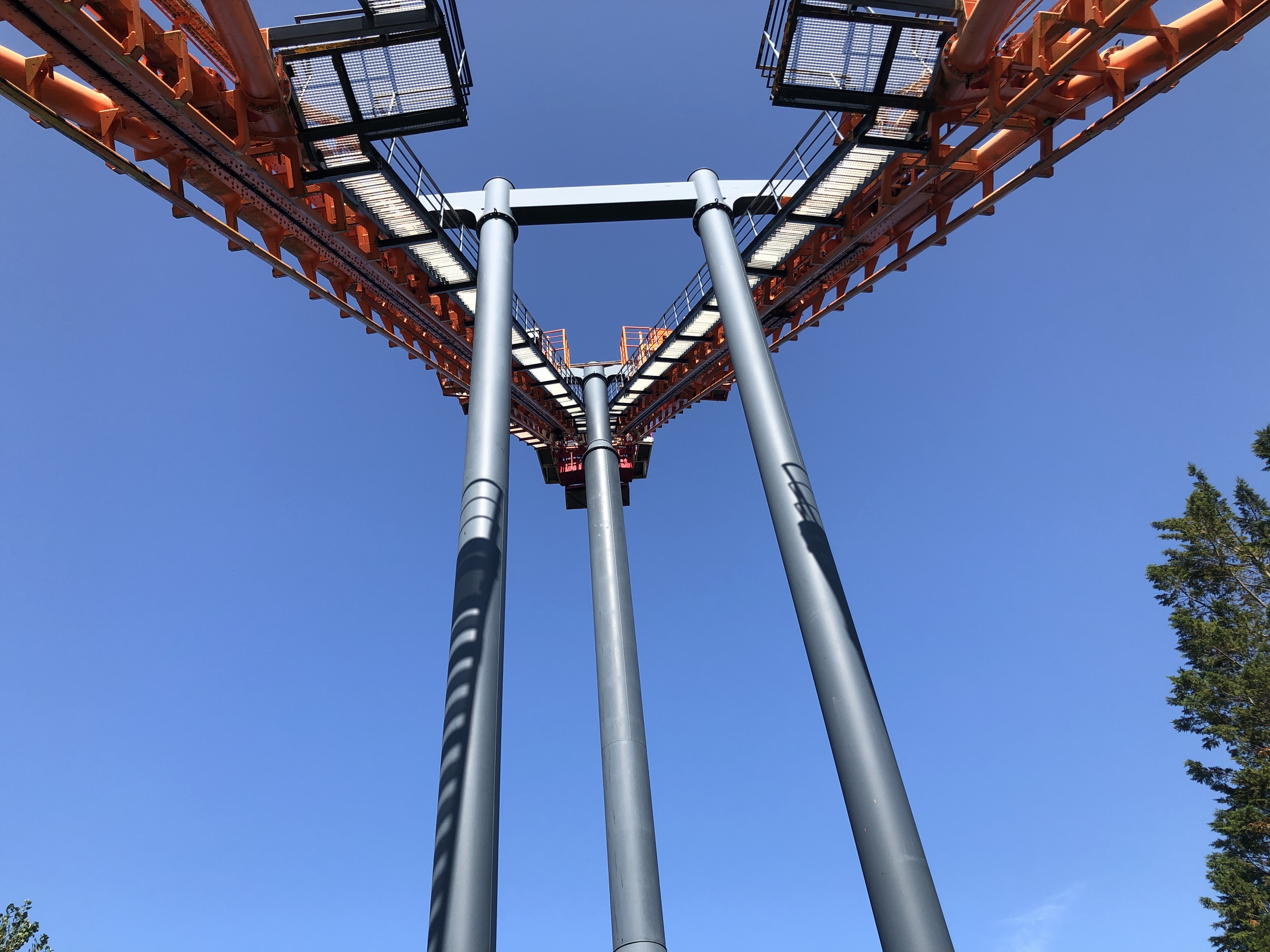
Le triops vu du dessous

### Les attractions aquatiques
| Nom                 | Type               | Constructeur         | Année | Remarque                                             |
| ------------------- | ------------------ | -------------------- | ----- | ---------------------------------------------------- |
| Flamingos (les)     | Pédalos            | Adventureglass       | 1967  | Anciennement Pédalos puis Bateaux à pédales          |
| Raft (le)           | Circuit de bouées  | Hafema               | 2001  |                                                      |
| Rapid'O'Bag         | Toboggan aquatique | Van Egdom            | 1991  |                                                      |
| River Splatch       | Bûches             | Reverchon Industries | 1976  | Anciennement Ch'Plouf (2006-2011)                    |
| Splash Factory (le) | Bûches             | L&T Systems          | 2000  | Anciennement La Rivière canadienne puis les Flobarts |

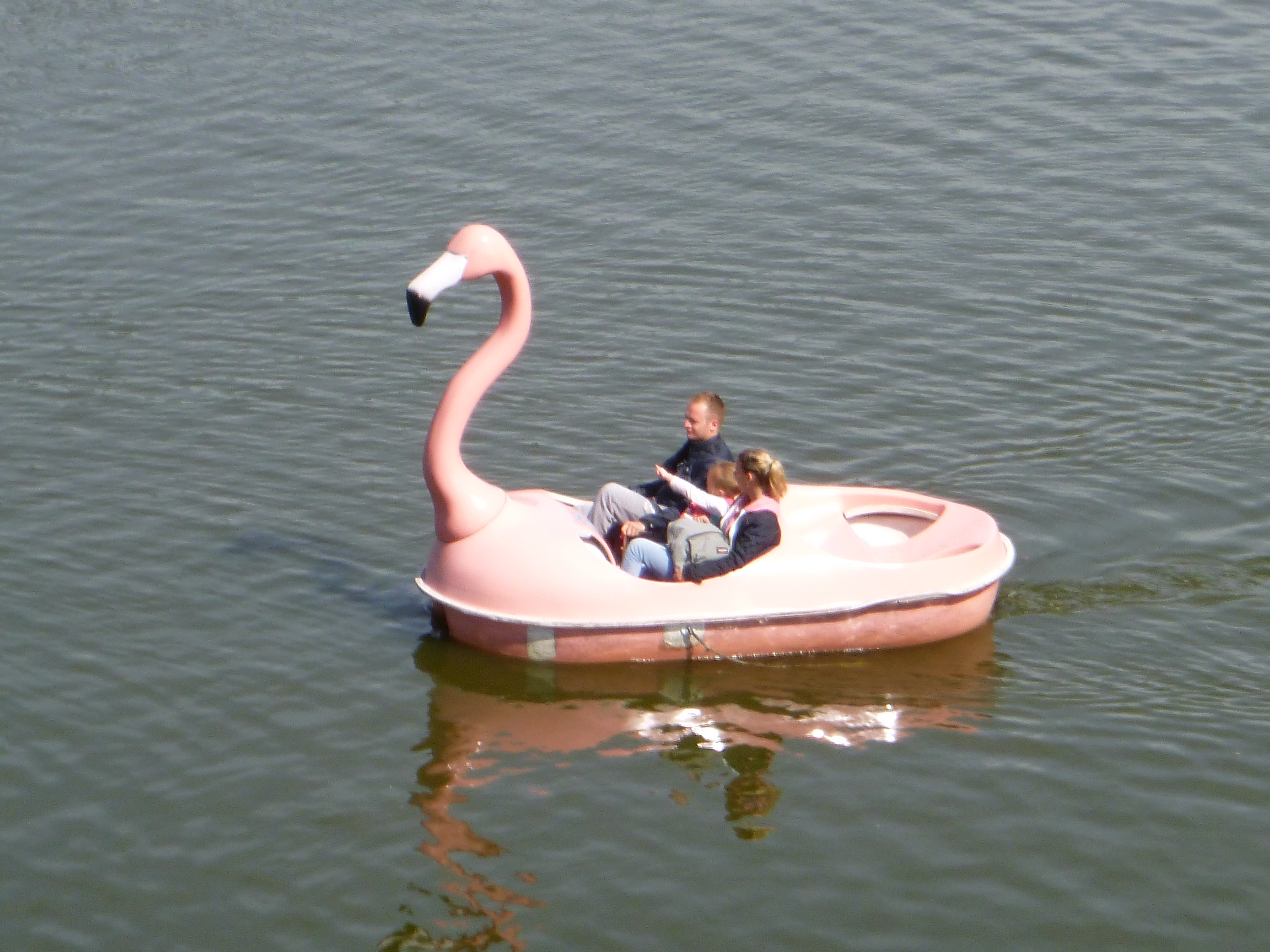
Flamingos
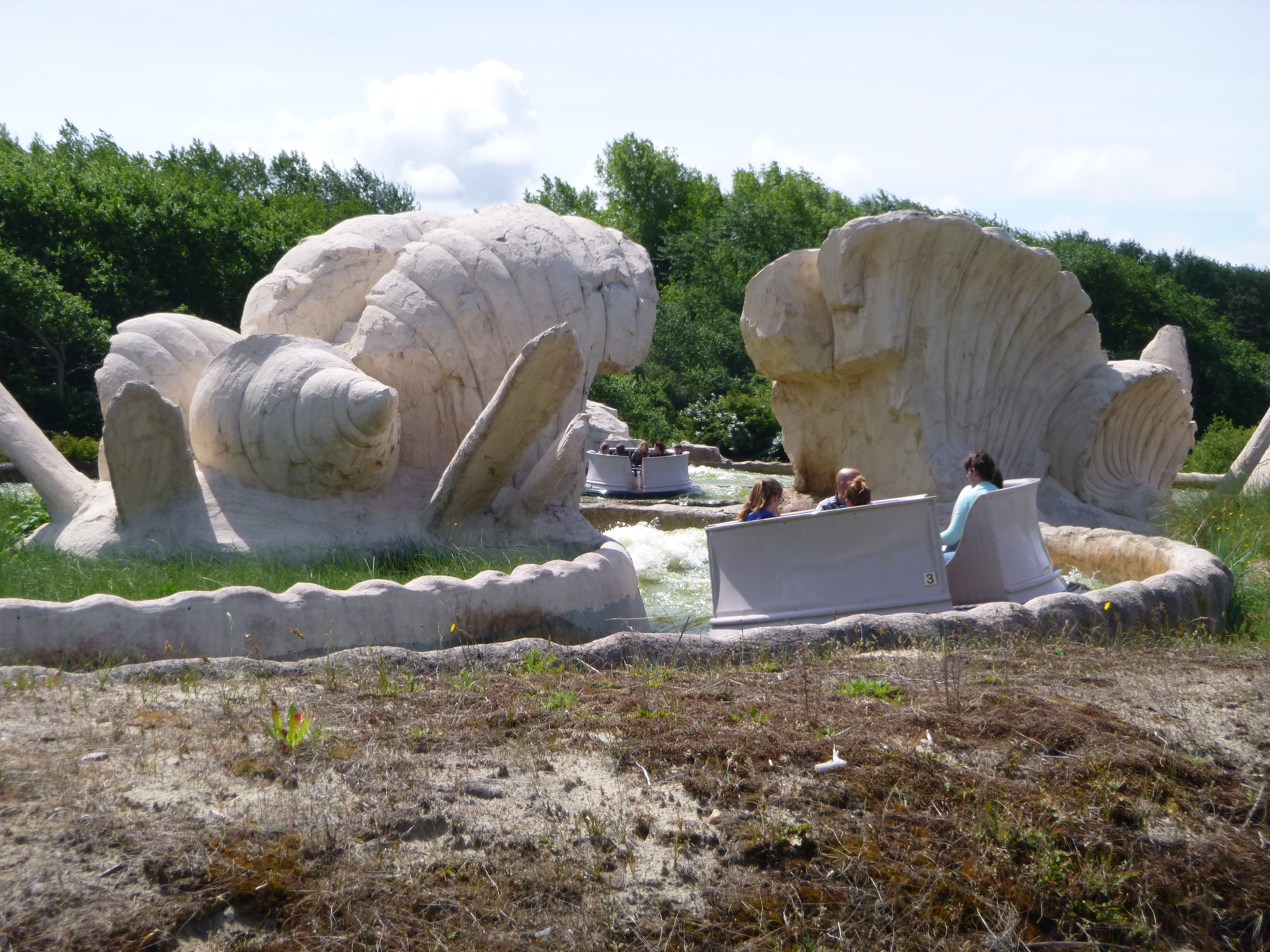
Raft
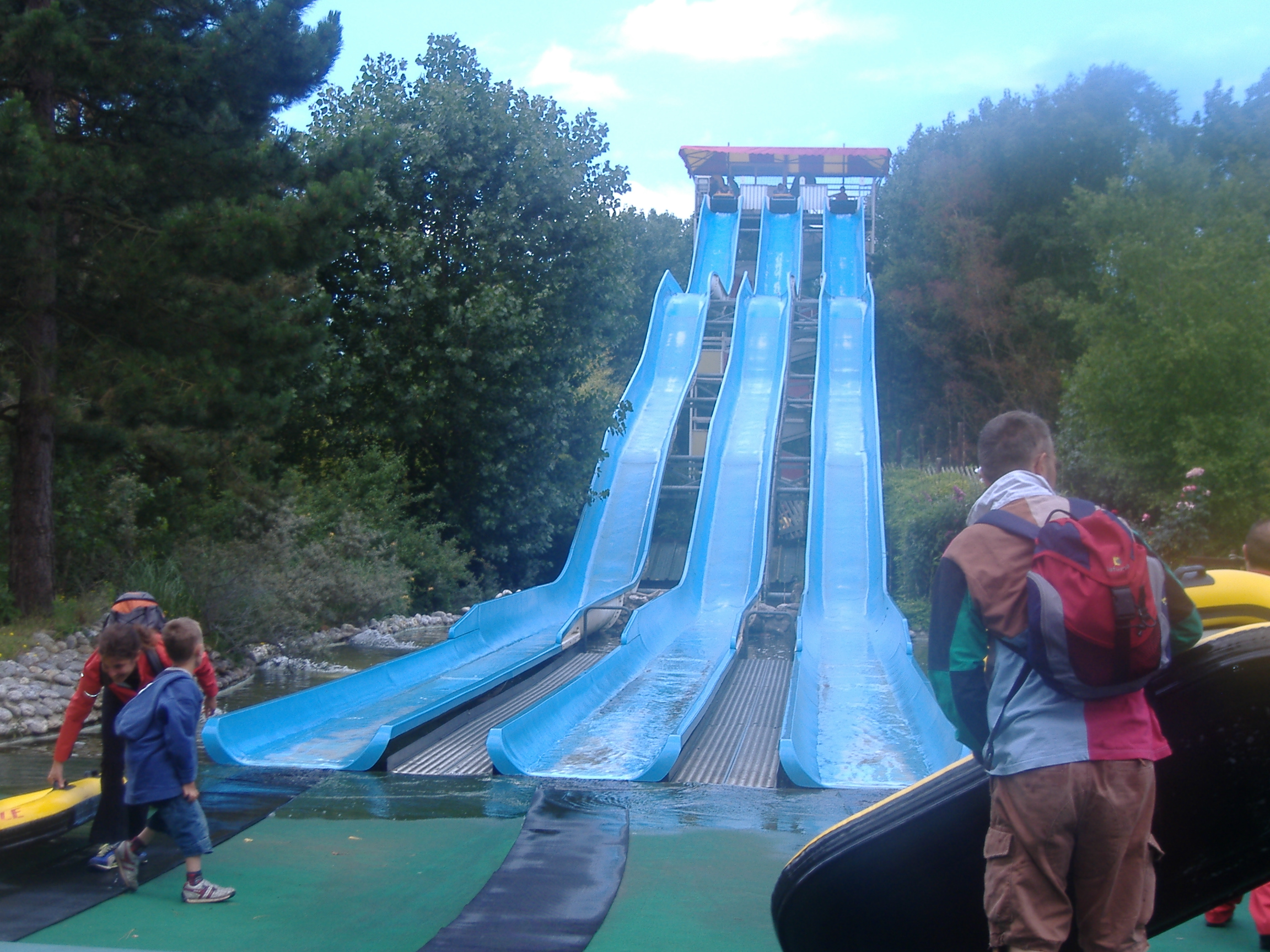
Rapid'O'Bag
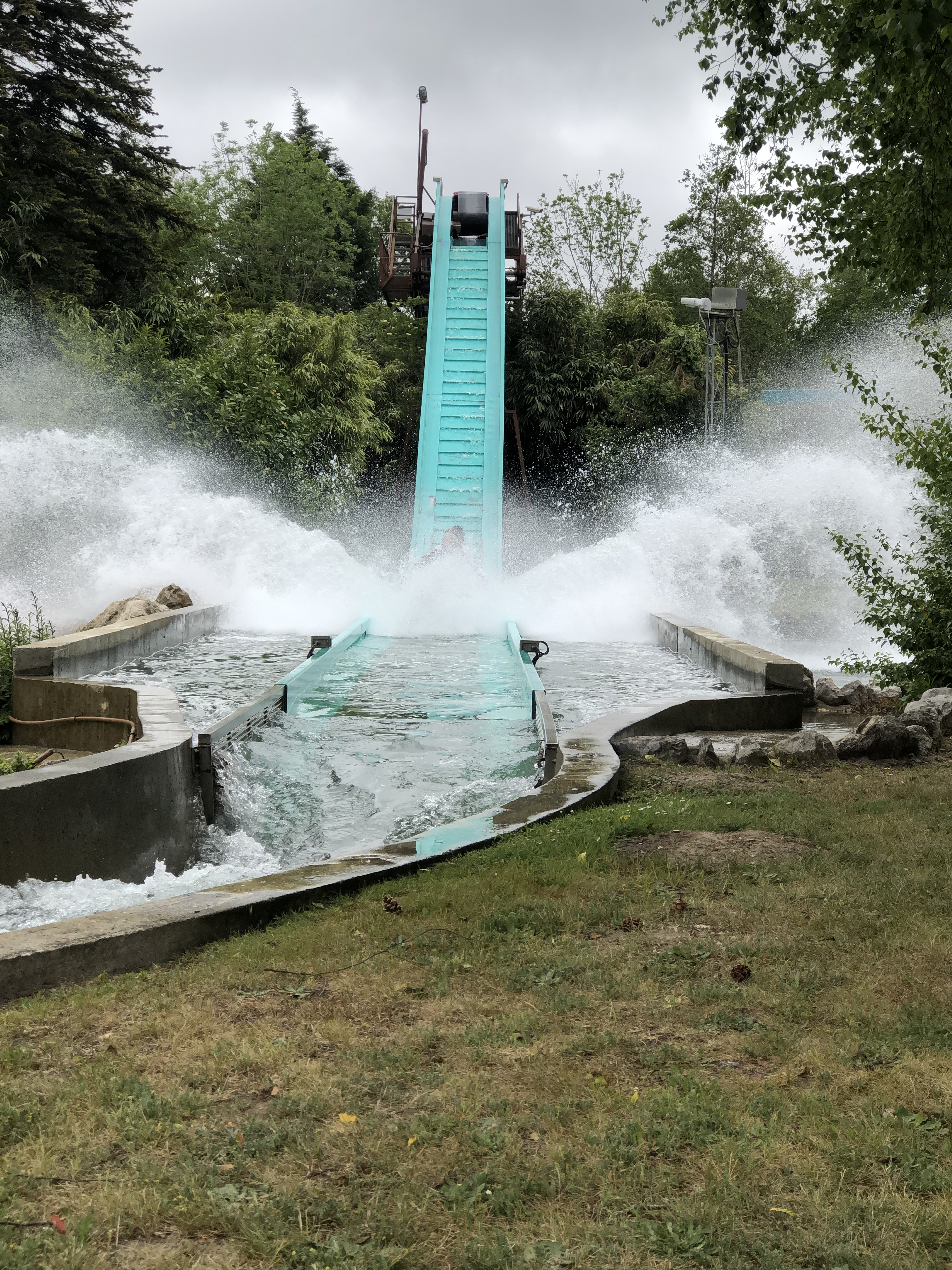
Le River Splatch
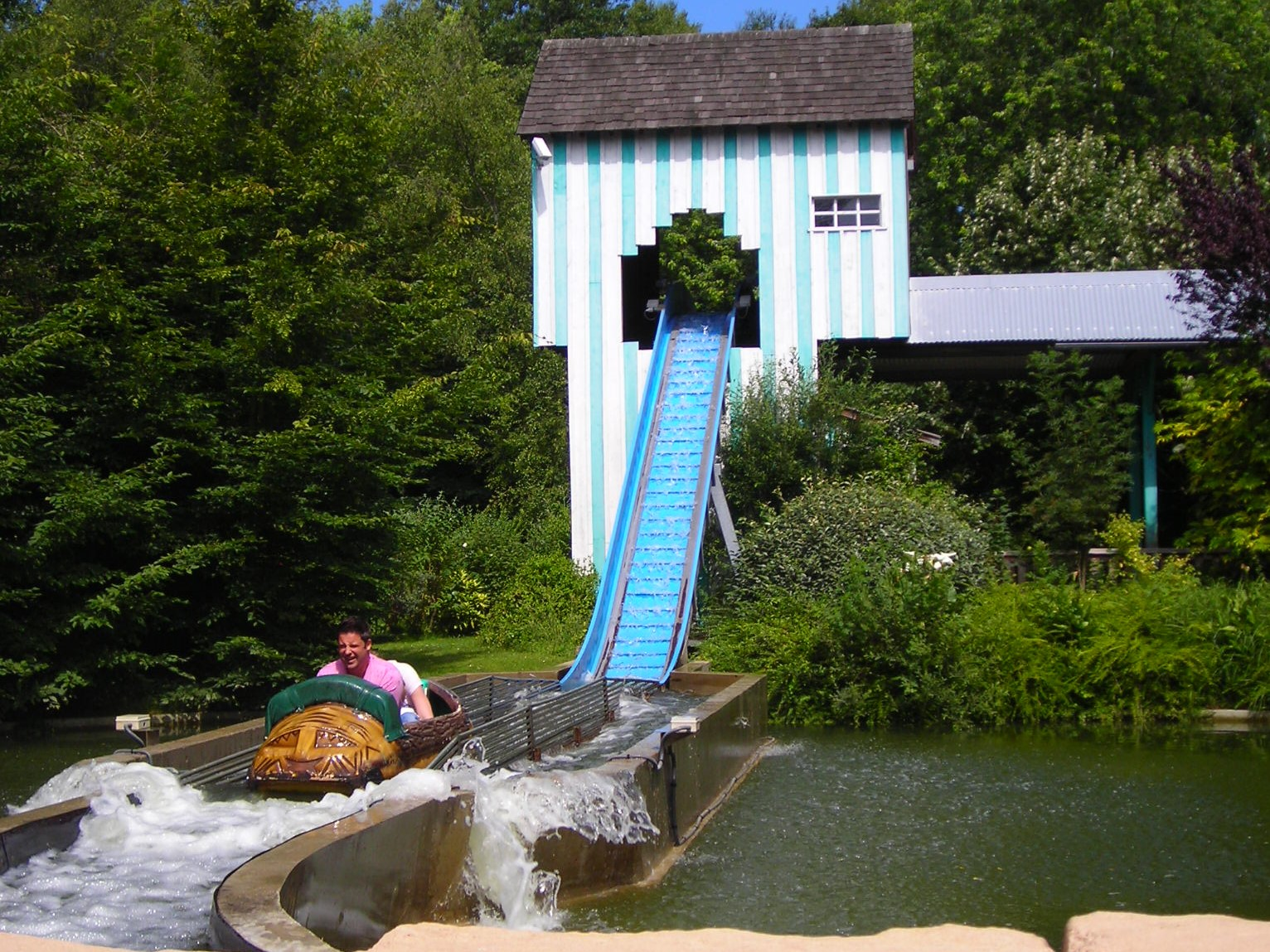
Splash Factory

### Les attractions à sensations
| Nom          | Type             | Constructeur      | Année |
| ------------ | ---------------- | ----------------- | ----- |
| Bag Pearl    | Bateau à bascule | S.D.C.            | 1993  |
| Silver Wings | Air Race         | Zamperla          | 2017  |
| Twist'Air    | Chaises volantes | Lamborghini Rides | 2015  |

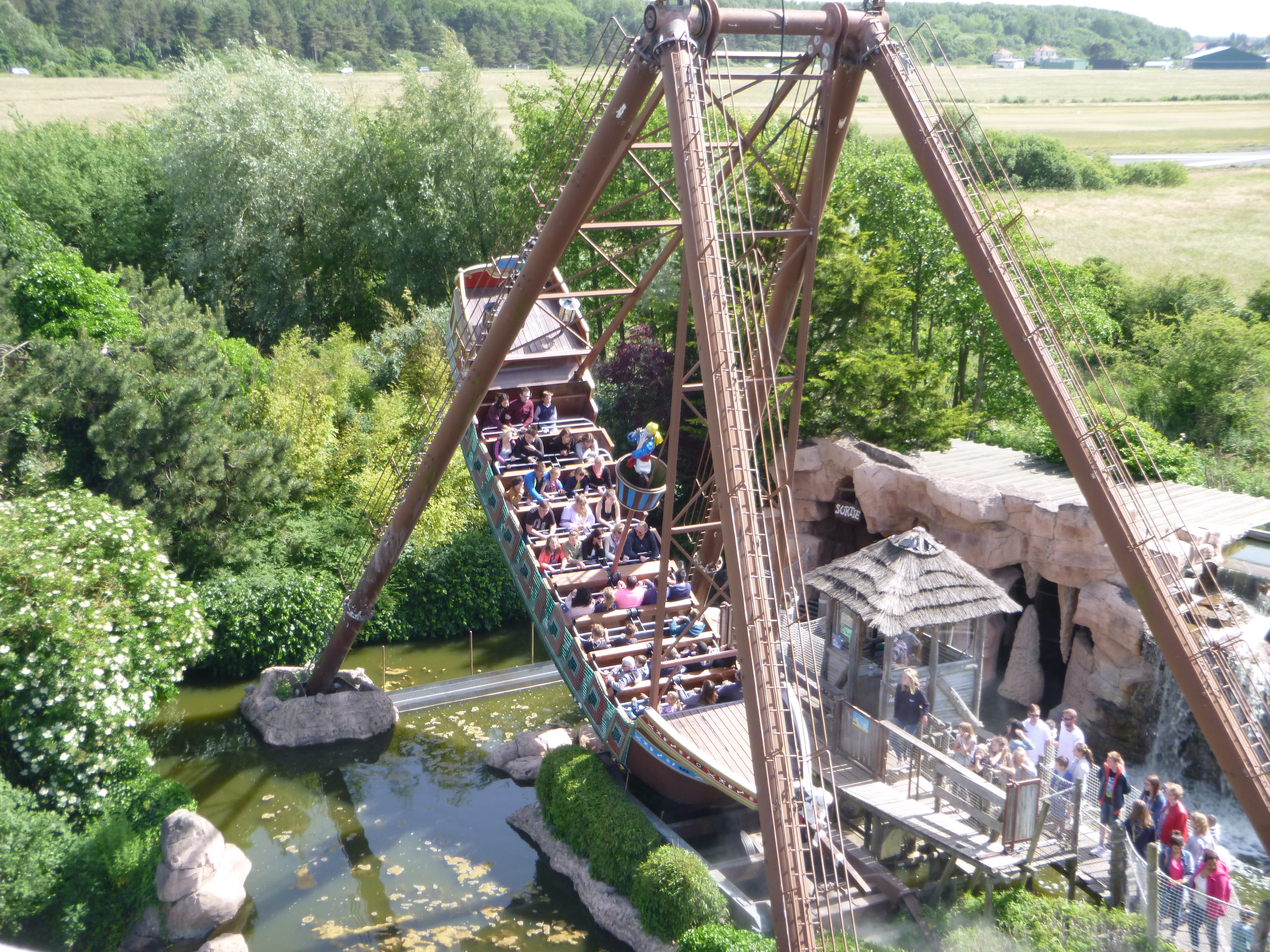
Bag Pearl
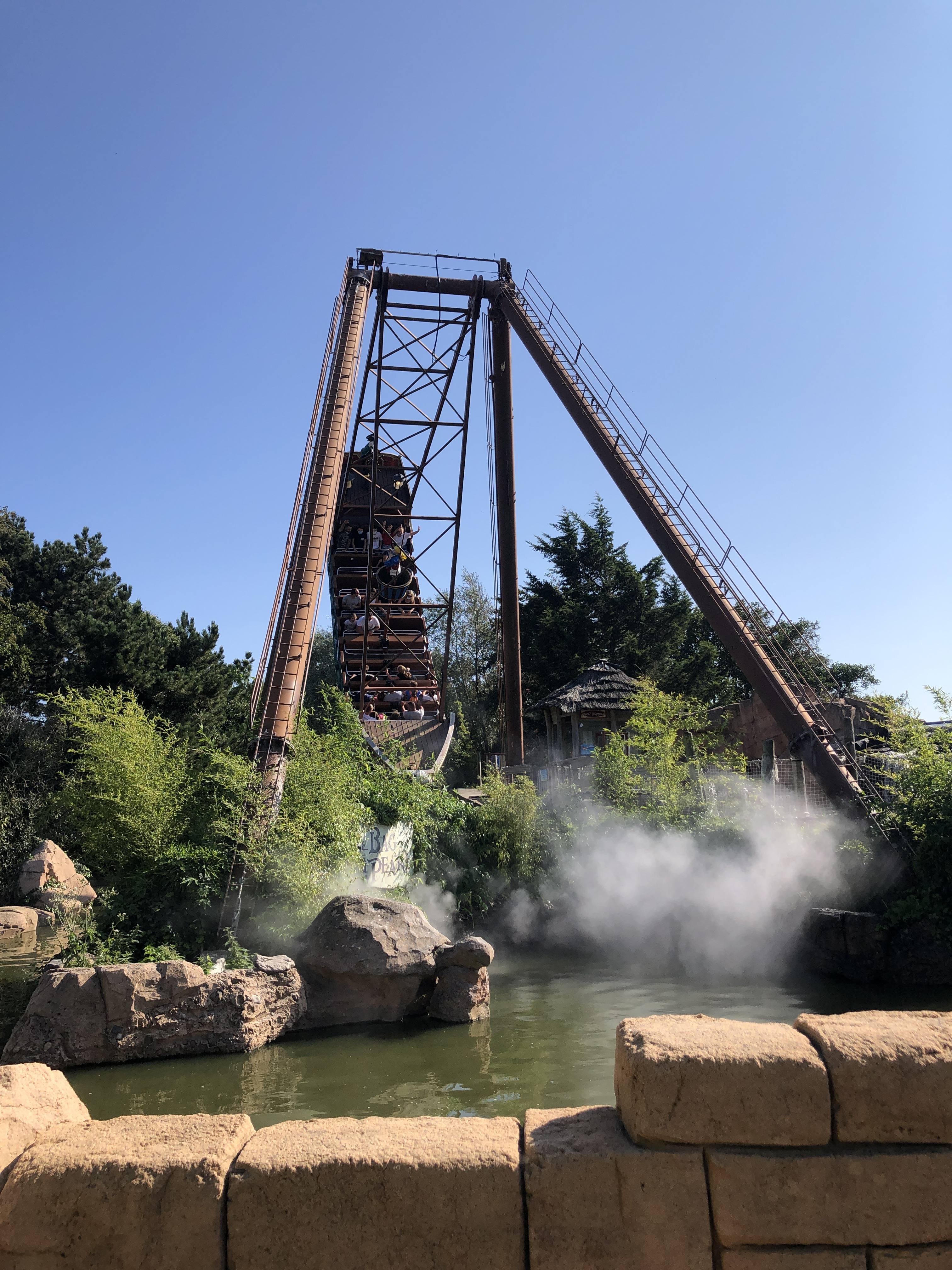
Le Bag Pearl en marche
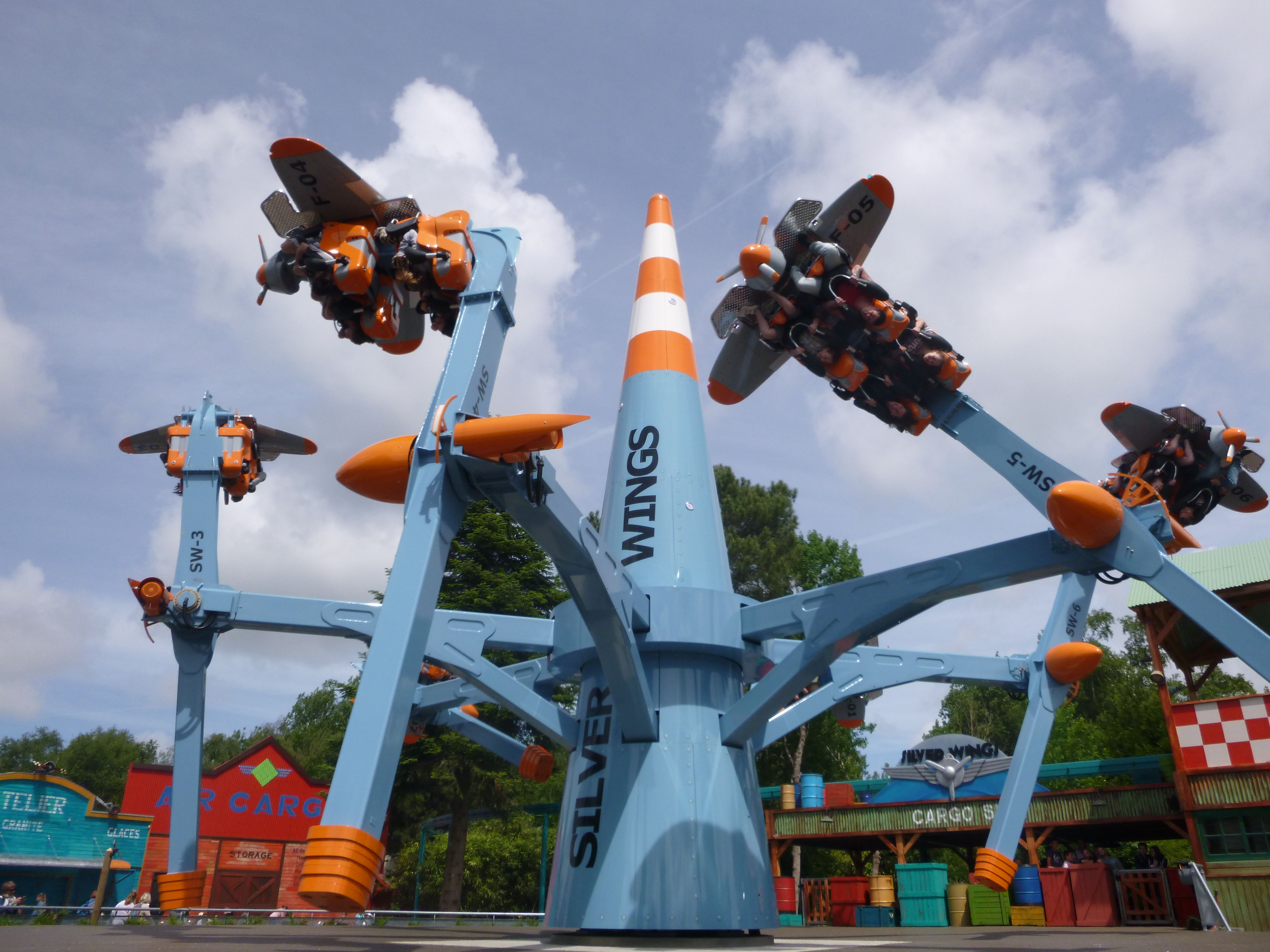
Silver Wings
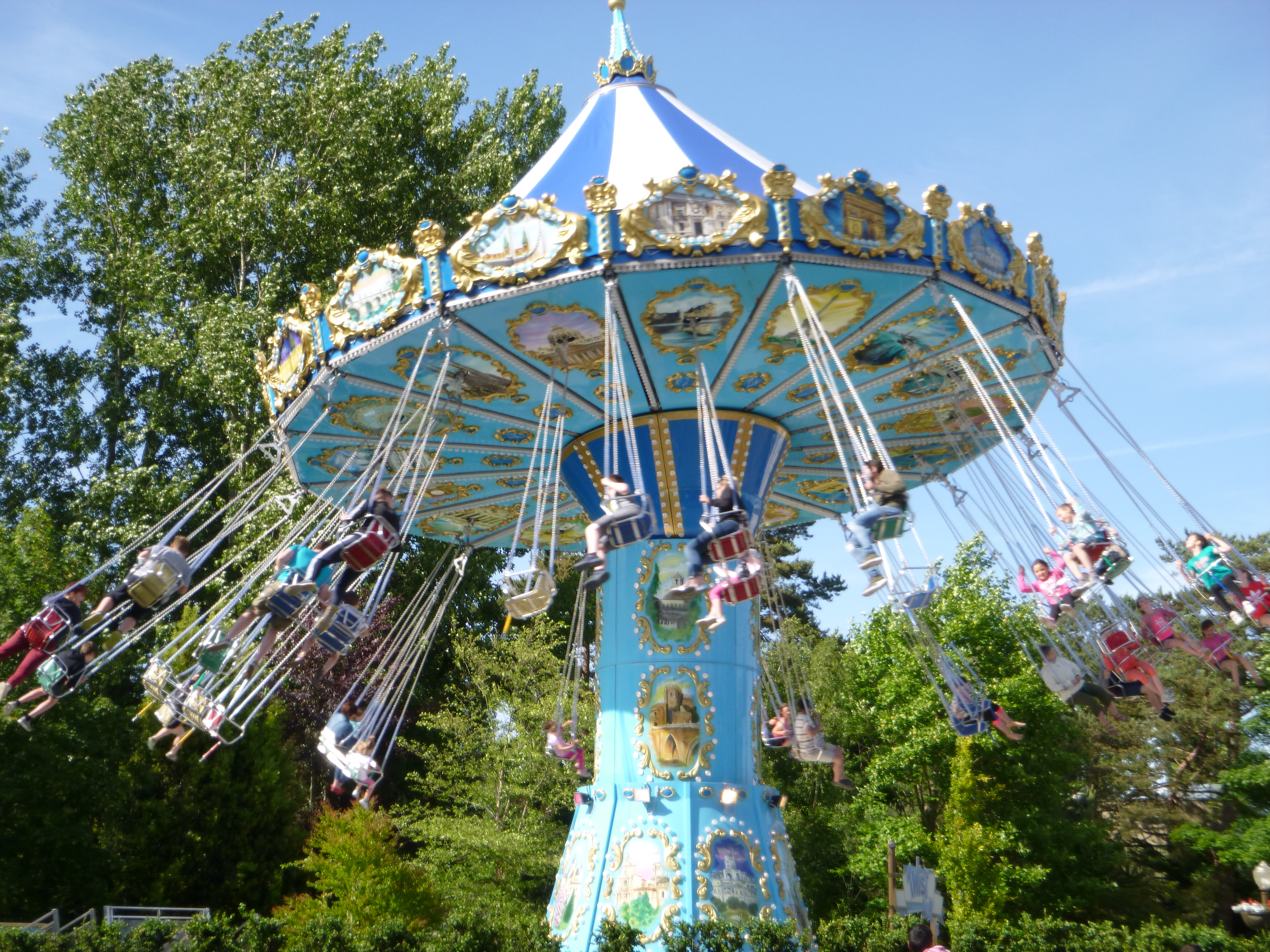
Twist'Air

### Les autres attractions
| Nom                       | Type                                   | Constructeur     | Ouverture | Remarque |
| ------------------------- | -------------------------------------- | ---------------- | --------- | --- |
| Bag'a'Bato                | Music Express                          | Mack Rides       | 1990      | |
| Baron rouge               | Manège avion                           | Zamperla         | 1999      | Anciennement Hissez Ho (2003-2011) |
| Carrousel thématique      | Carrousel                              | Concept 1900     | 2018      | |
| Ciné Dynamik              | Cinéma dynamique                       | Thompson         | 1998      | Équipé de la 3D entre 2010 et 2015, l'attraction fait son retour en 2023 avec Wild West Mine Ride, après avoir été fermé depuis 2019. Malheureusement le Ciné Dynamik est fermé pour la saison 2025. |
| Cocotte express           | Train junior                           | Zamperla         | 1999      | Anciennement Rio Grande jusqu'en 2005 puis Tortillard jusqu'en 2018 |
| Diligence (la)            | Crazy bus                              | Zamperla         | 1999      | Anciennement Diligence Volante jusqu'en 2002 puis Char Eole jusqu'en 2014 |
| Ferme des petits amis     | Ferme animalière                       | Bagatelle        | 2019      | |
| Fous du volant            | Circuit de voitures à l'aspect Bugatti | Bradley & Kaye   | 2019      | |
| Grand prix                | Parcours automobile                    | Mack Rides       | 1995      | |
| Monorail                  | Monorail                               | Soquet           | 1983      | |
| O'Galop                   | Chevaux galopants                      | Metallbau Emmeln | 1996      | Anciennement Pony Express jusqu'en 2002 |
| Parcours aventure         | Parcours pour les enfants              | Europlay         | 2014      | |
| Petit canot (le)          | Bateau à bascule junior                | SBF Visa Group   | 2013      | Anciennement Cap'tain Baggy jusqu'en 2018 |
| Petit train de Baggy (le) | Train panoramique                      | Soquet           | 1956      | |
| Petite roue (la)          | Grande roue junior                     | SBF Visa Group   | 2013      | |
| Petits cochons (les)      | Train junior                           | Marcel Lutz      | 1985      | |
| Piscines à boules         | Piscine à boules                       |                  | 2000      | Anciennement Balloon jusqu'en 2002 puis Bille Balle Boule jusqu'en 2011 |
| Ronde des tortues (la)    | Jump Around                            | Zamperla         | 2001      | Anciennement Turtles jusqu'en 2018 |
| Tacots 1900               | Circuit de vieilles voitures           | Soquet           | 1988      | |
| Tournicoti                | Manège de tasses                       | Zamperla         | 1999      | |
| Trafic Jam                | Autos-tamponneuses                     | Reverchon Design | 1970      | Anciennement Autos-Scooters jusqu'en 2014 |
| Vélos excentriques        | Vélos désaxés                          | Metallbau Emmeln | 2011      | |
| Woodies (les)             | Apollo Sidecars                        | Technical Park   | 2021      | |

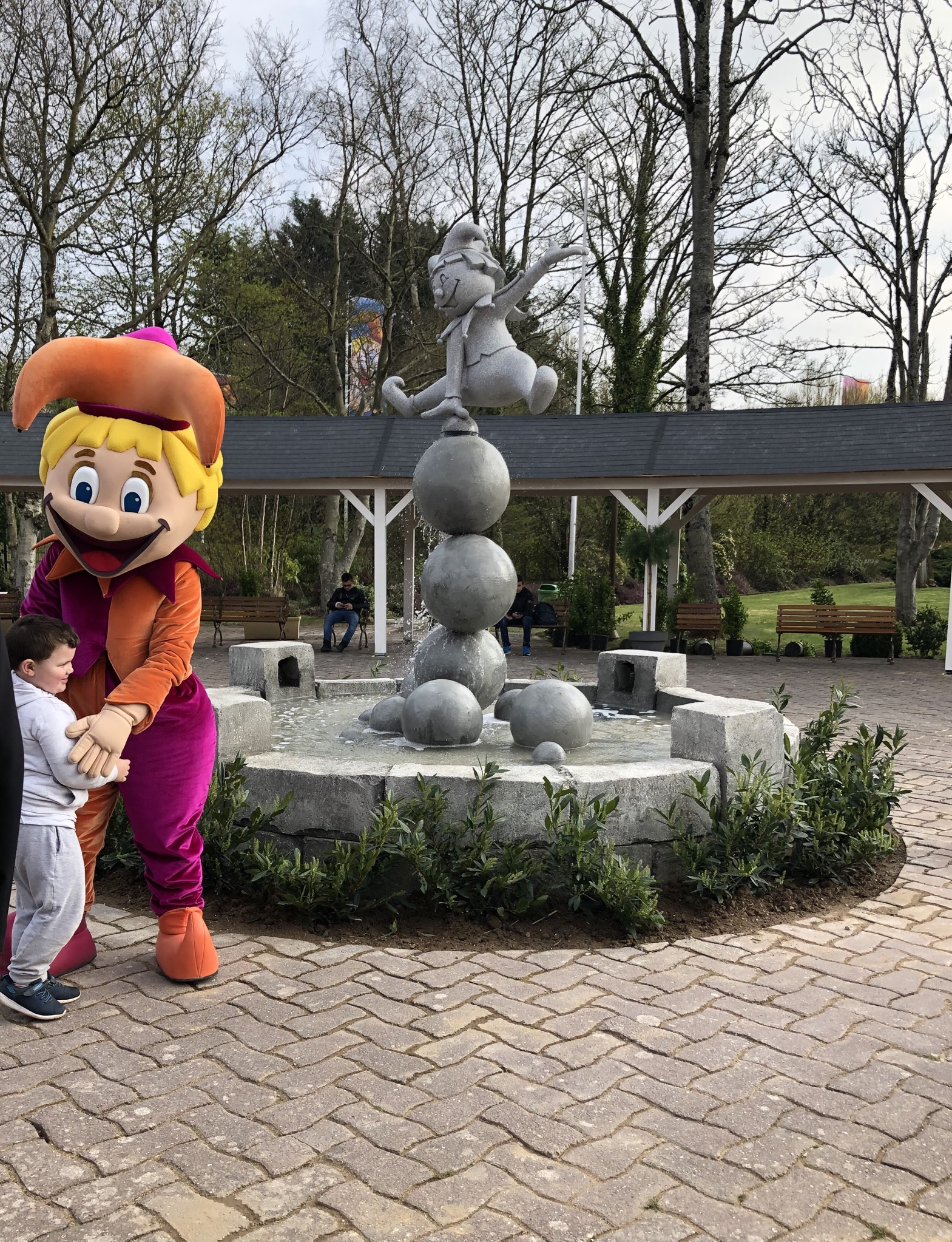
Entrée du Parc, Baggy la mascotte et la fontaine
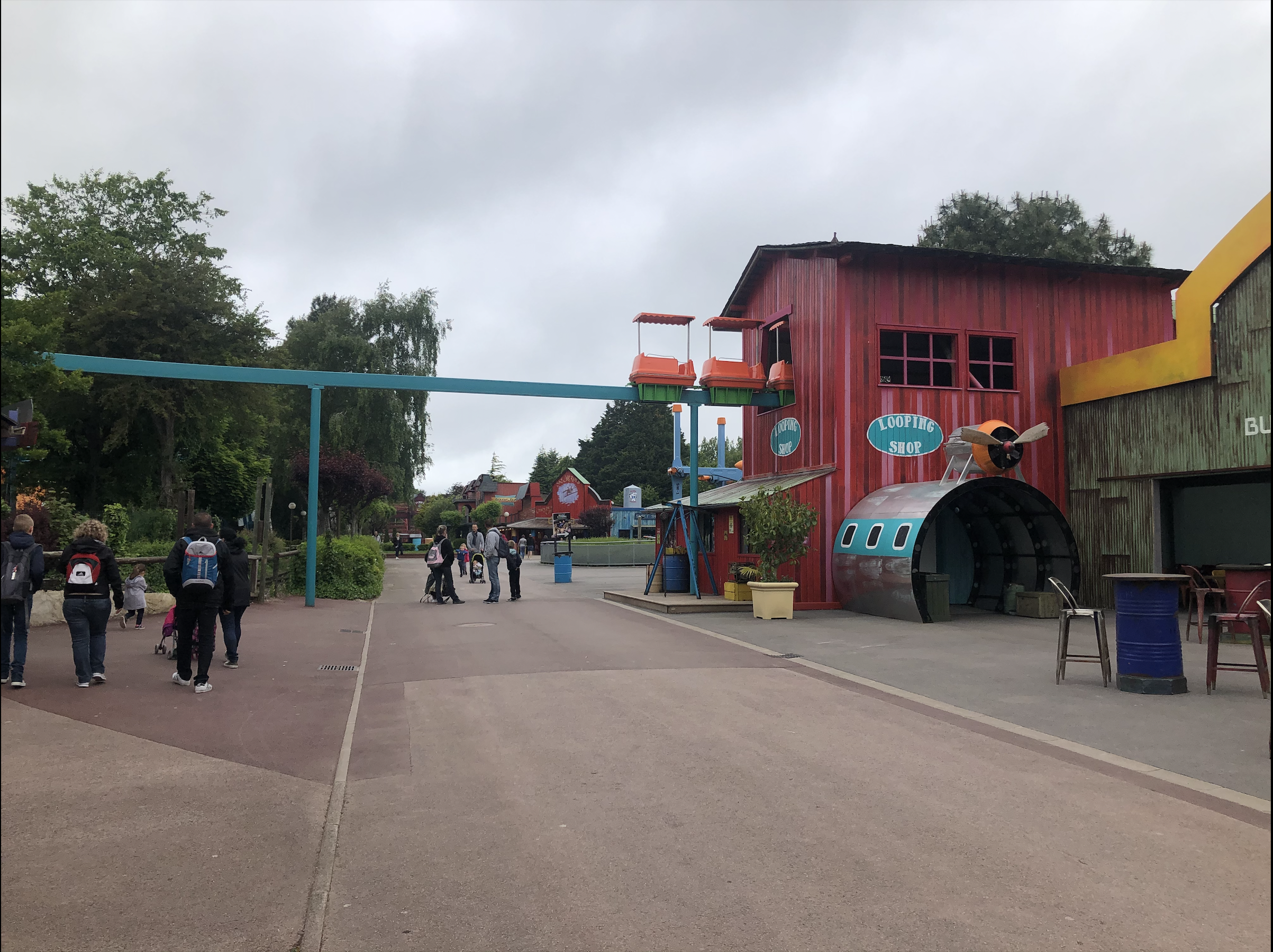
Le monorail par-dessus le parc après rénovation.
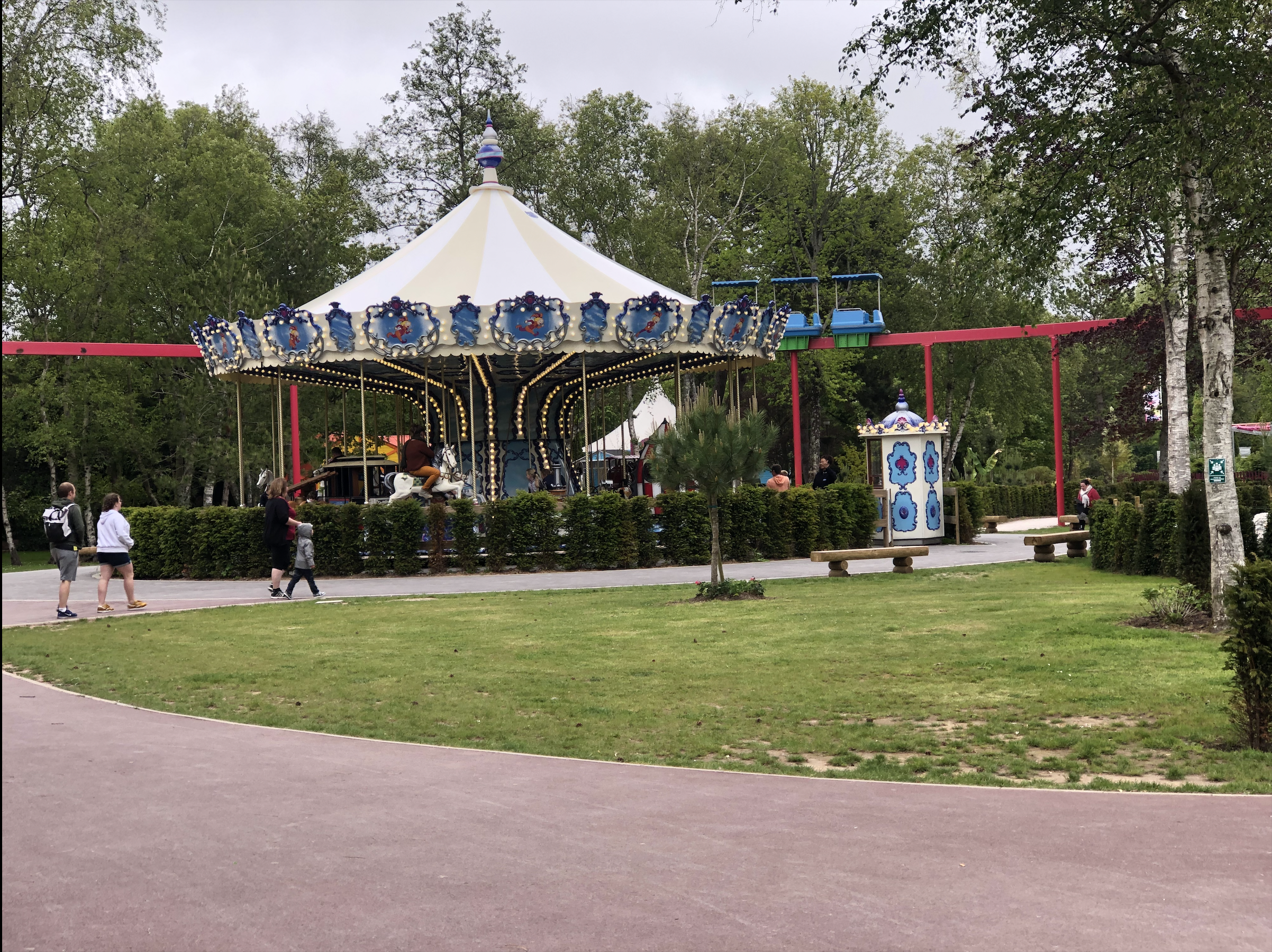
Le carrousel
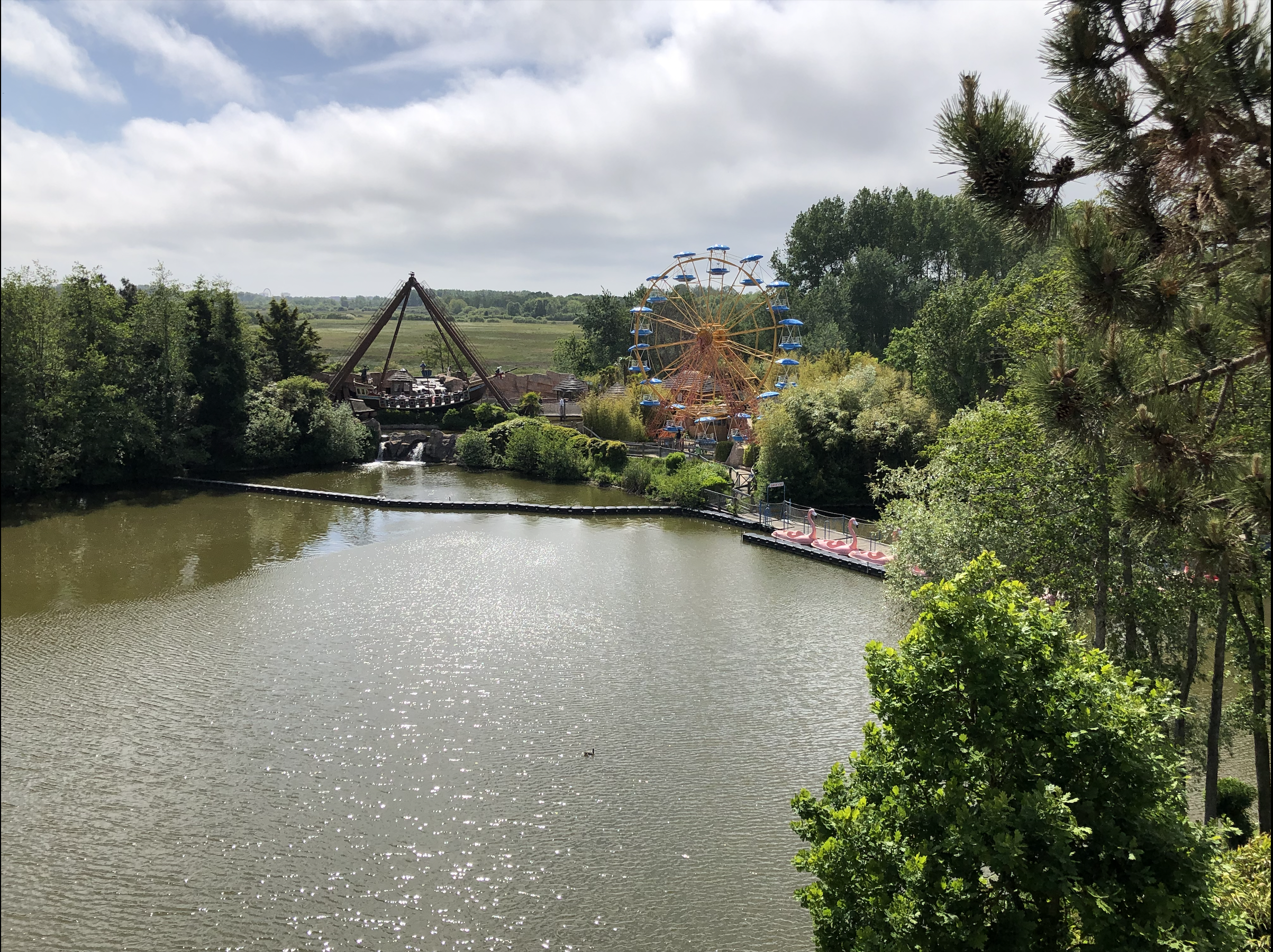
Vue sur lac avec les pédalos, grande roue et le Bag'Pearl
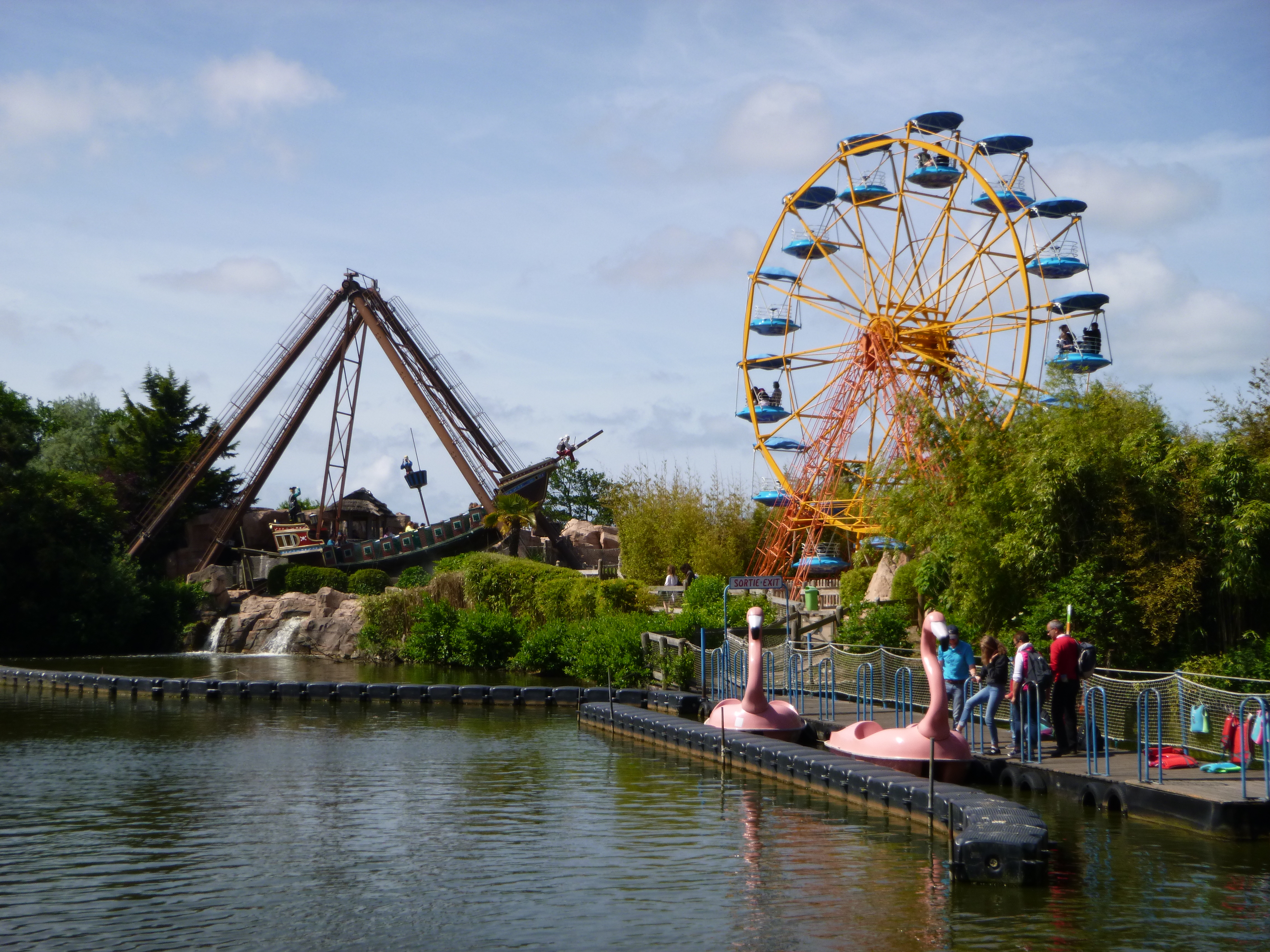
Grande roue, entre autres
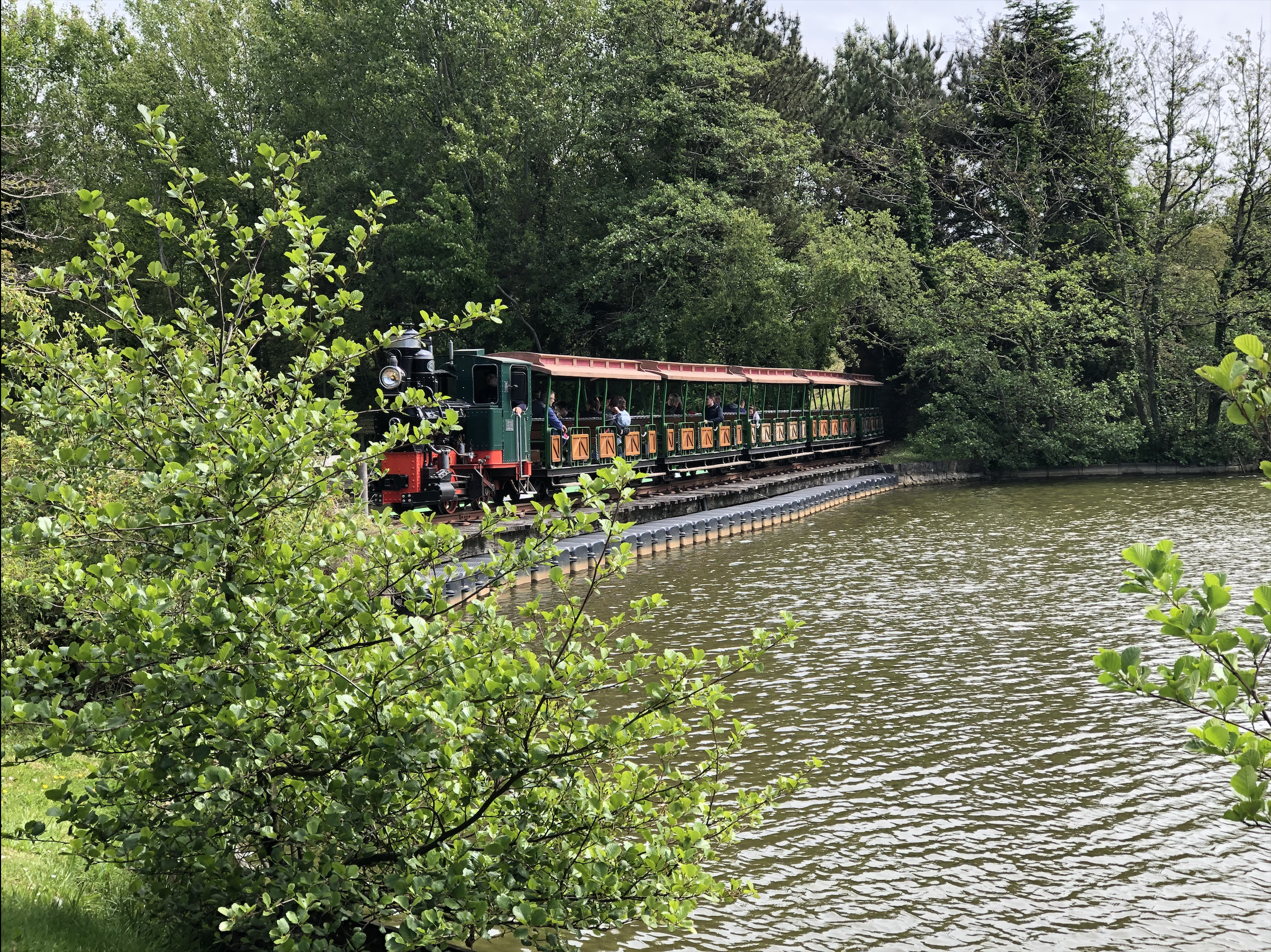
Le petit train de Baggy
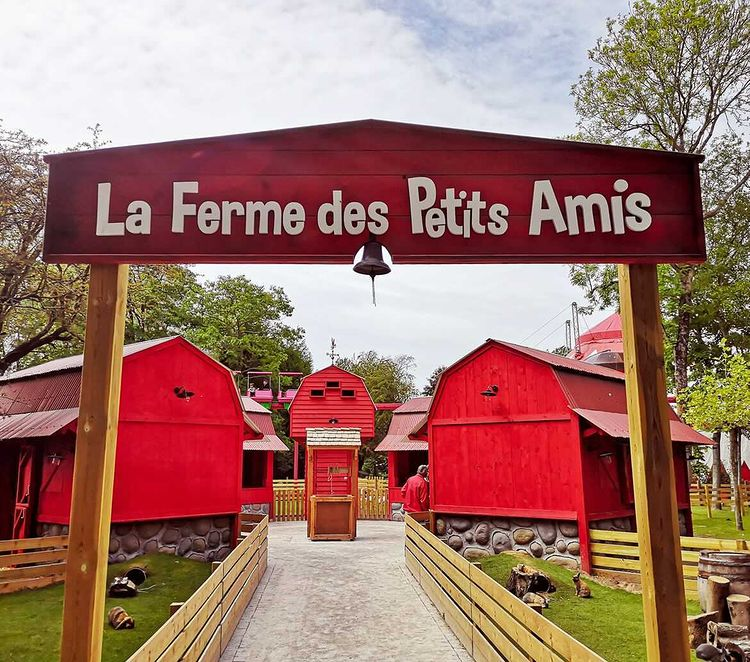
La ferme des petits amis
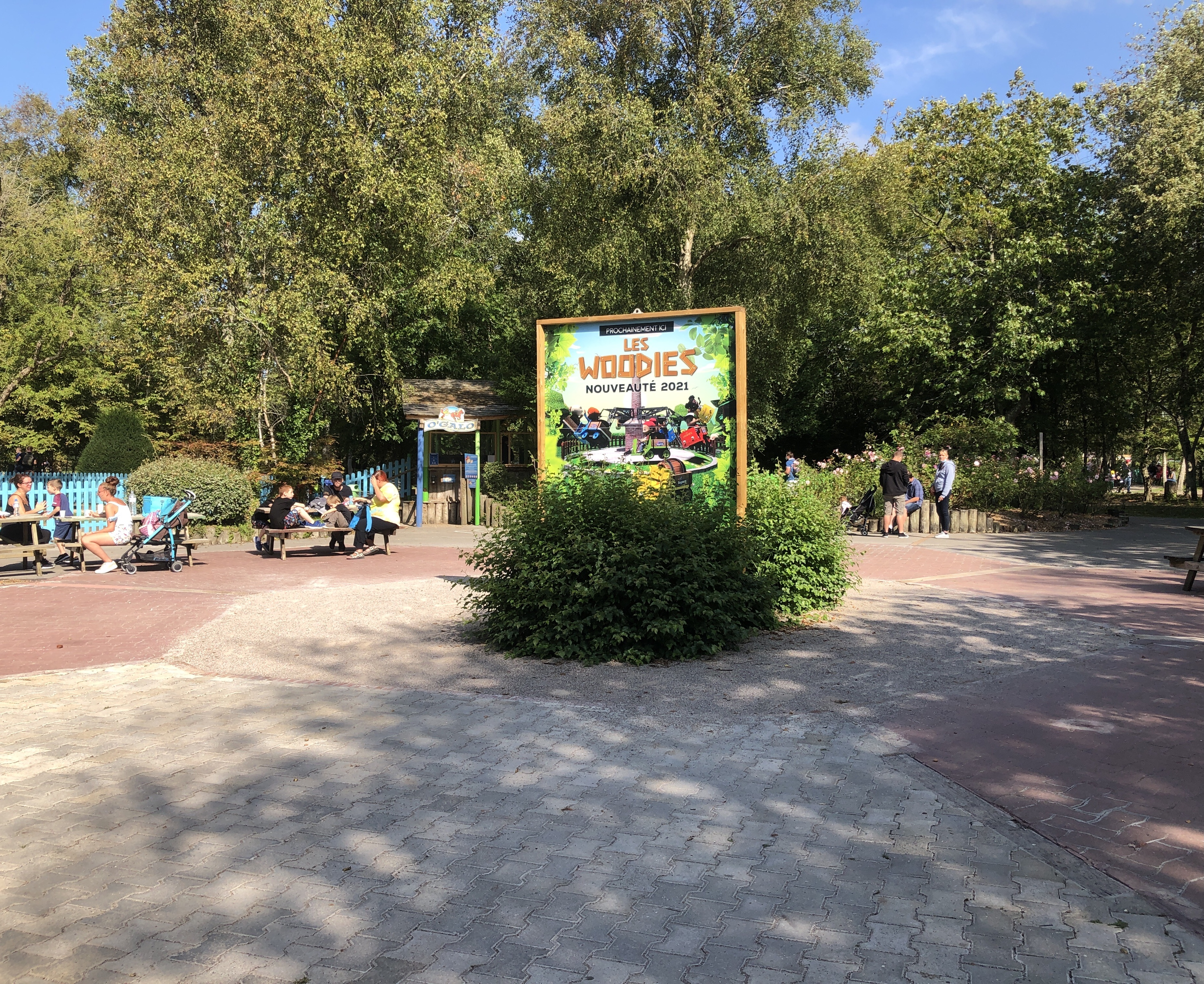
Les Woodies, la nouveauté 2021 sera construite face à la Marotte
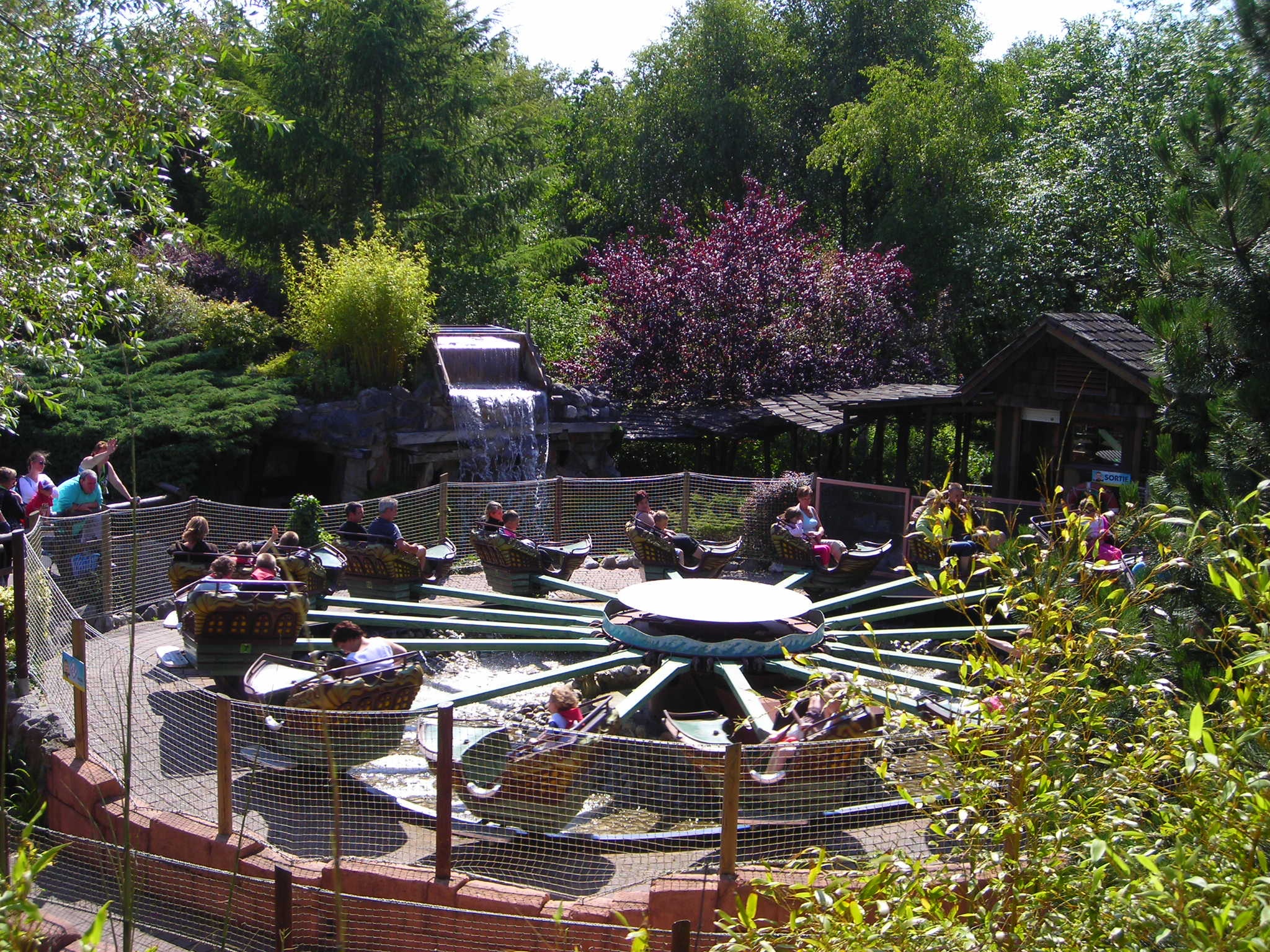
Bag'a'Bato
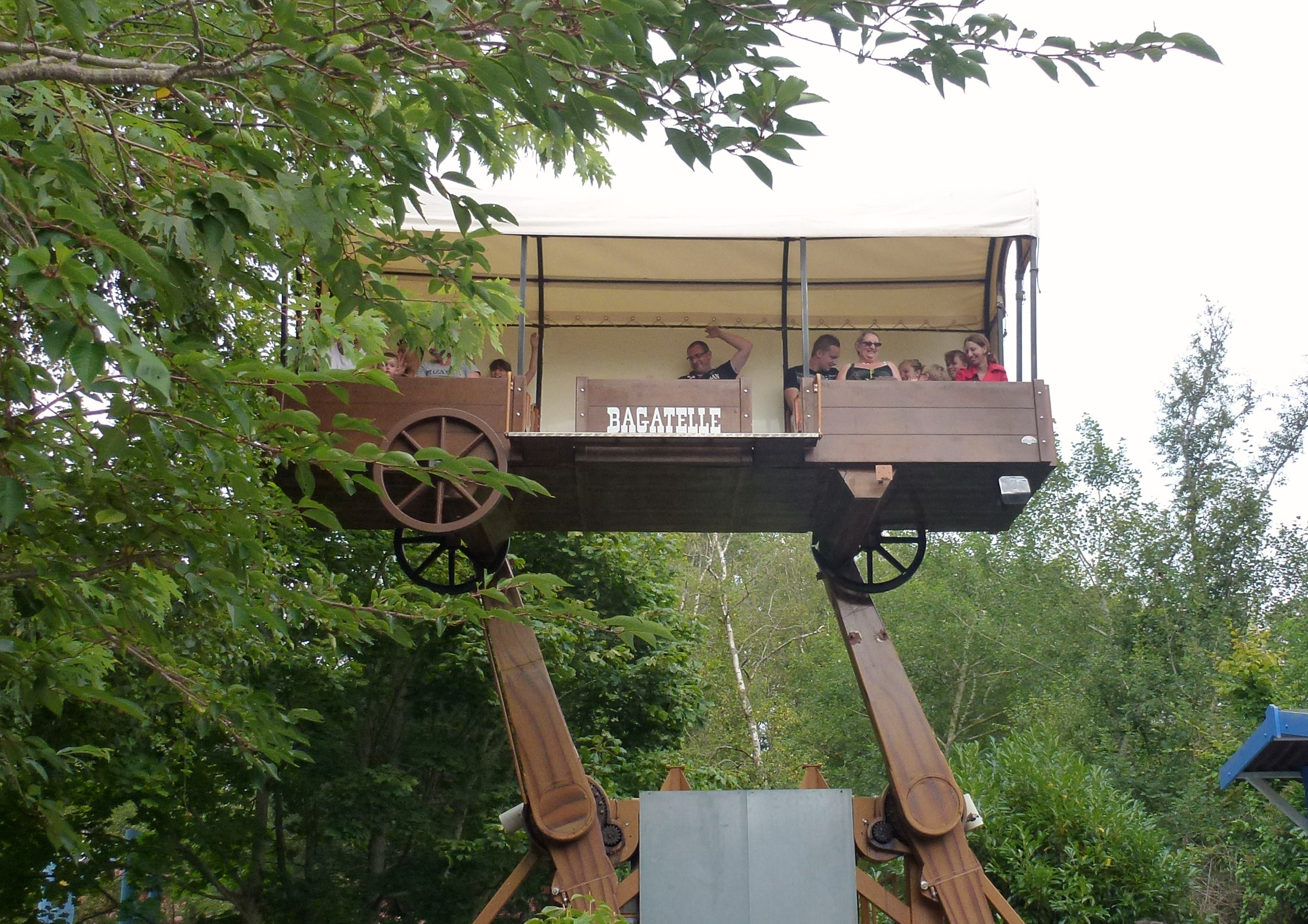
La diligence
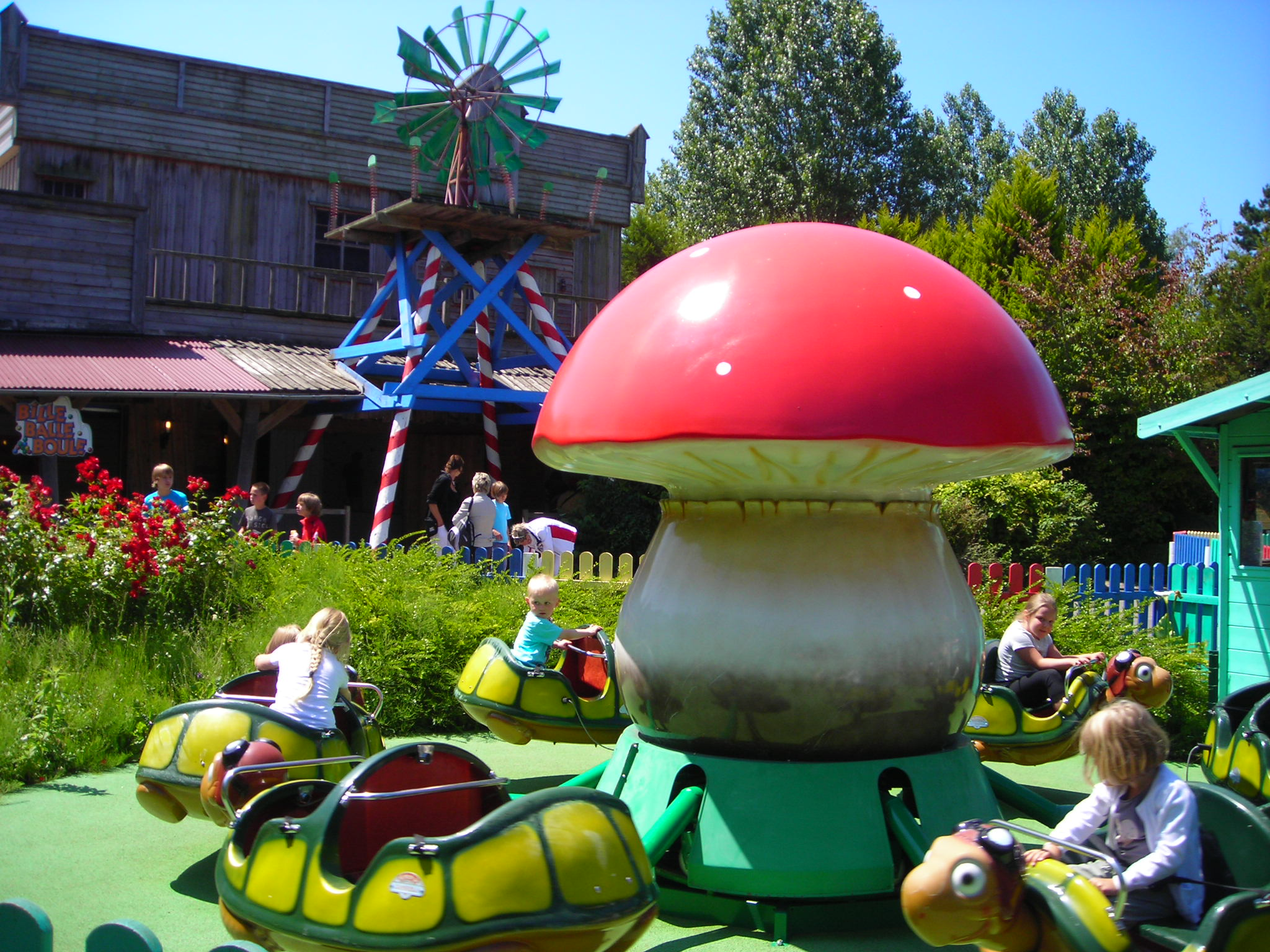
Turtles
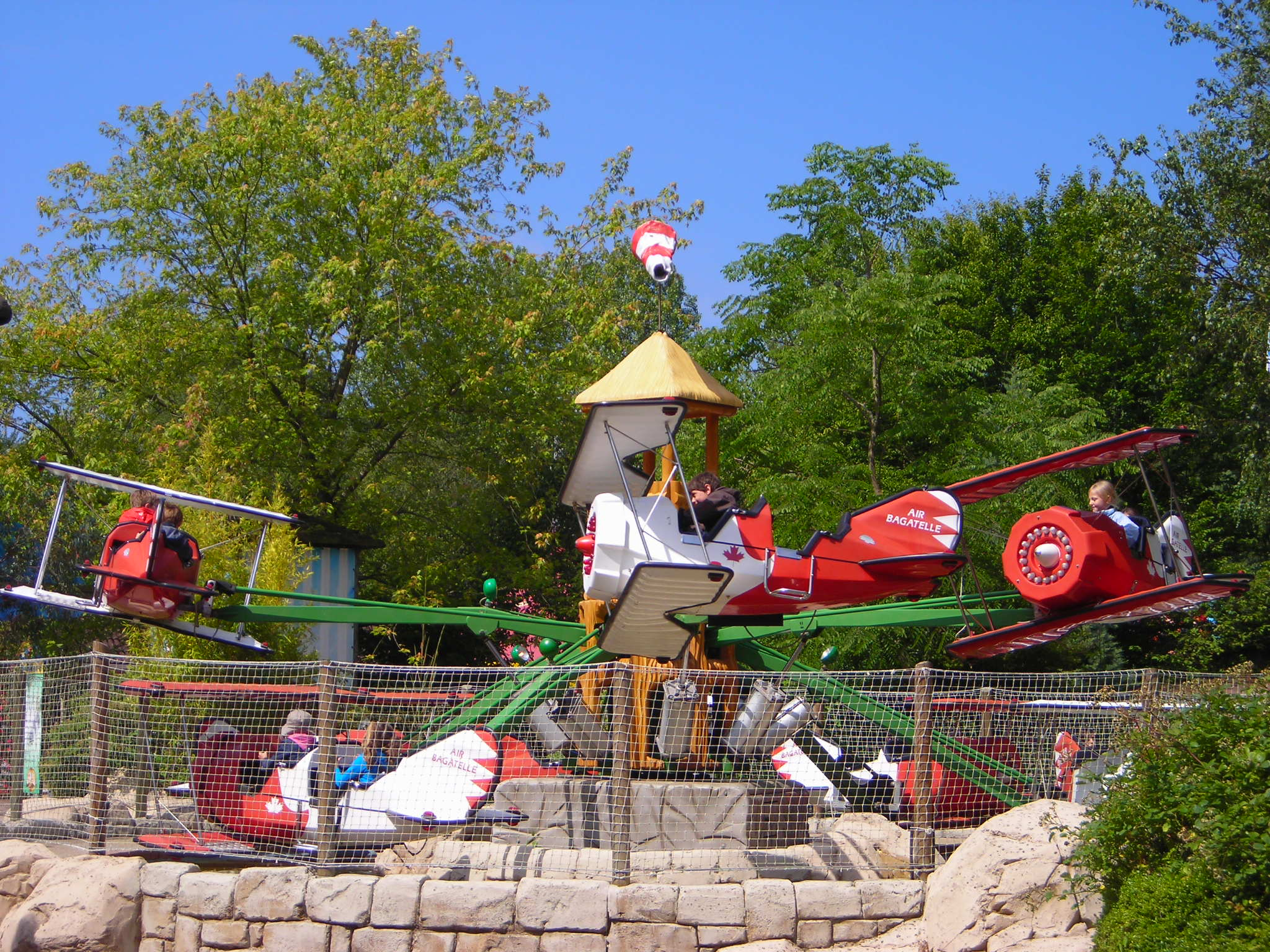
Baron rouge
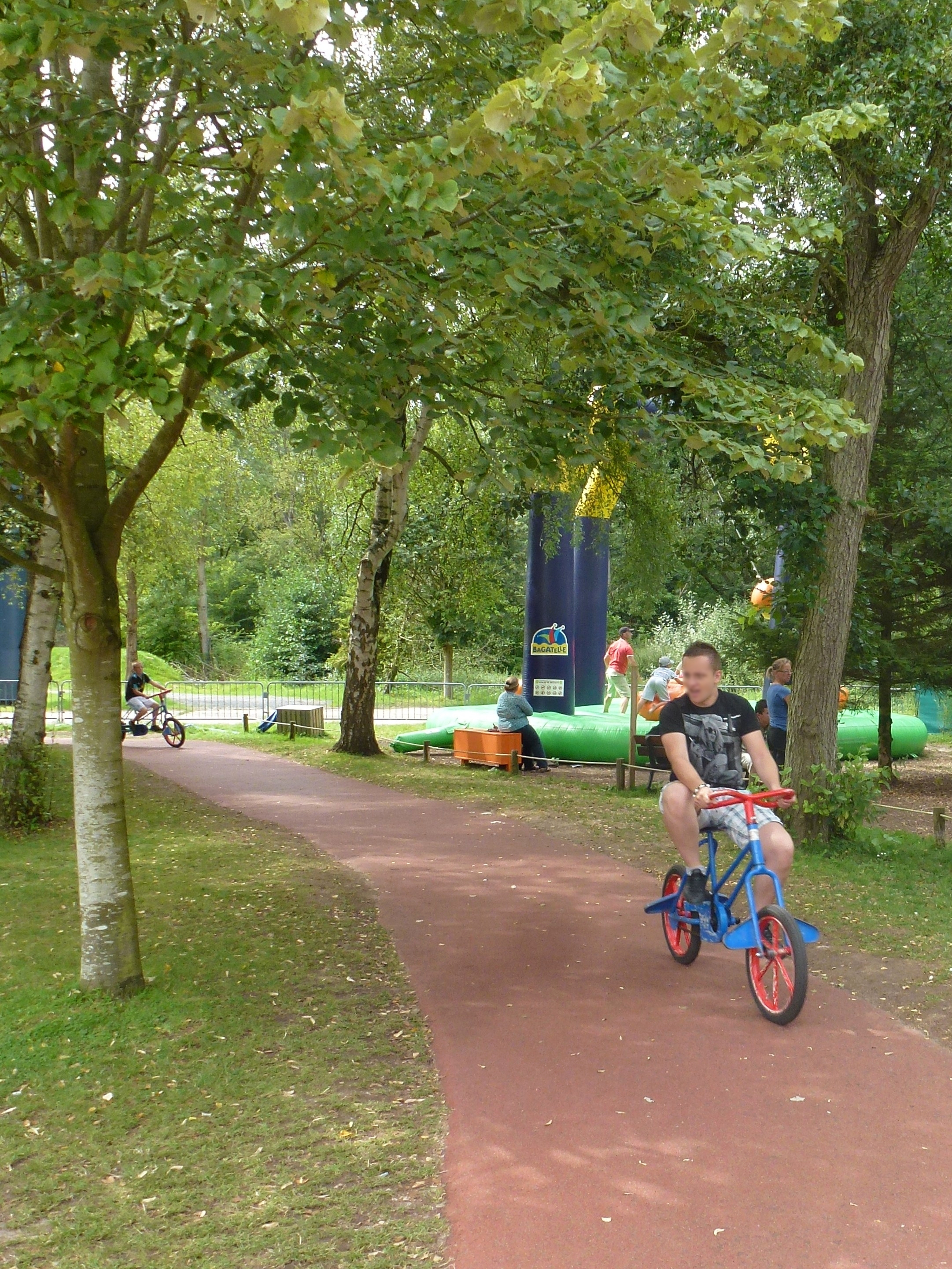
Les Vélos excentriques

### Les spectacles
| Nom        | Type               | Ouverture | Remarque                     |
| ---------- | ------------------ | --------- | ---------------------------- |
| Crazy Show | spectacle de magie | 2020      | Mis en scène par Tim Silver. |

### Les espaces de restauration
Le parc possède plusieurs points de restauration ainsi que des aires de pique-nique et des snacks. La Paillote propose essentiellement des boissons, glaces et des viandes grillées au barbecue. L’aérogare propose des repas de type friterie, on y trouve encore la marotte que l’on peut réserver pour tout type d'événement dans sa salle de réception.

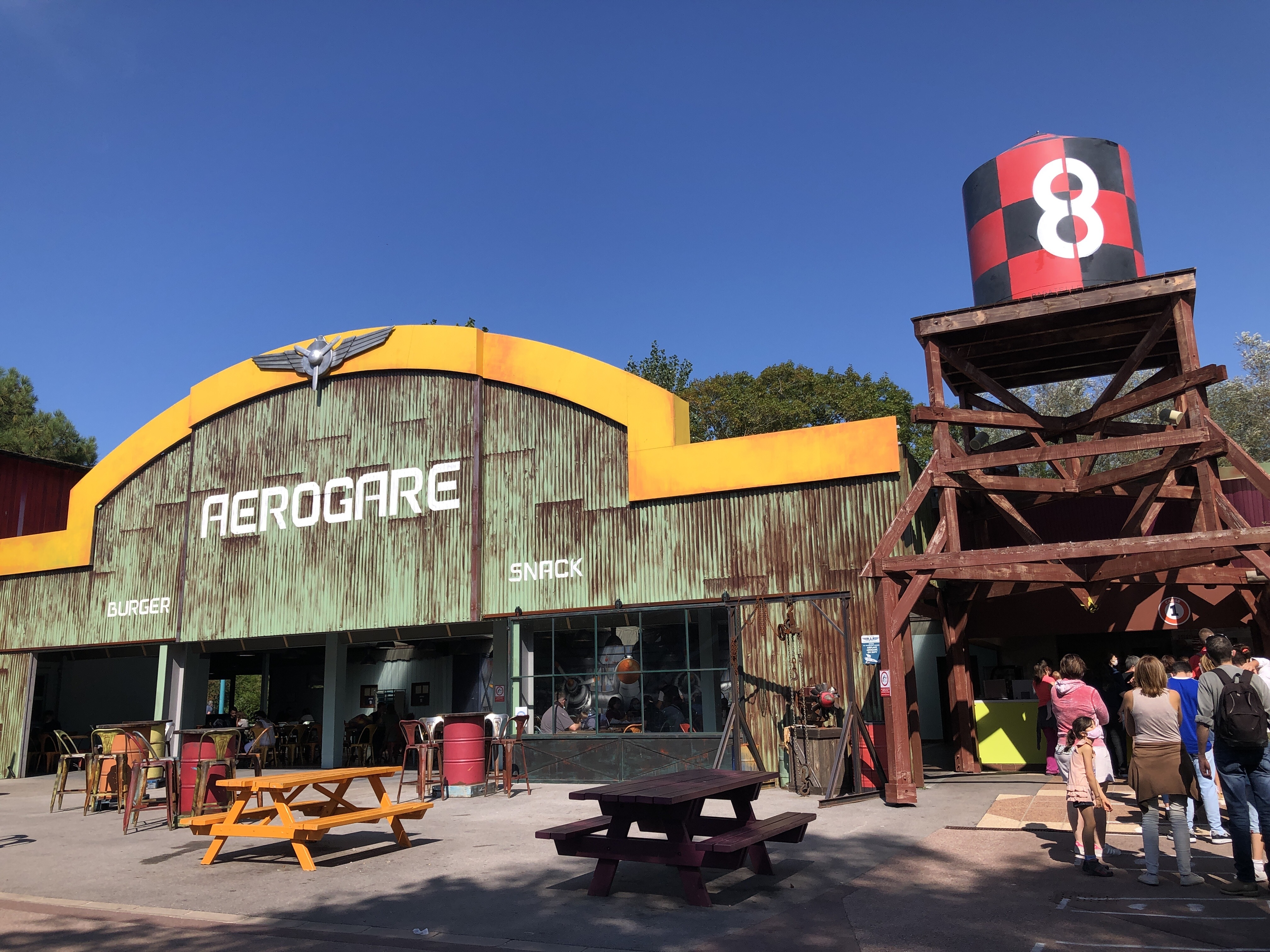
Restaurant l'aérogare

### Les anciennes attractions

#### Anciennes montagnes russes
| Nom           | Type / Modèle      | Constructeur      | Ouverture | Fermeture | Remarque                              |
| ------------- | ------------------ | ----------------- | --------- | --------- | ------------------------------------- |
| Coléoz'Arbres | Métal / Jet Star   | Anton Schwarzkopf | 1994      | 2007      | Anciennement Jet Star de 1994 à 2000. |
| Grand Huit    | Métal / Zyklon Z47 | Pinfari           | 1969      | 1975      |                                       |
| Super Huit    | E-Powered          | Soquet            |           |           |                                       |

#### Autres attractions
- Aire de jeux : aire de jeux géante (1955 - années 1990). Cette attraction était l'une des vedettes du parc avec les Vélos excentriques.
- Aqua'Bag : Bateaux tamponneurs (2013 à 2020 – J&J Amusements).
- Aqua Scooters : Bateaux tamponneurs (1991 à 2000). Attraction de retour en 2013.
- Aqua Scooters Junior : Bateaux tamponneurs pour enfants (1991 à 2005). Attraction de retour en 2014.
- Carrousel : Carrousel (1956 à 2016). Date de 1850. Quitte le parc pour restauration. Retour initialement prévu en 2018 puis annulé par la suite.
- Fusée Astronautus : Simulateur en forme de fusée (1986 à 1991). Attraction foraine.
- Grande Roue : Grande roue (1968 à 2019 – Miller)
- Hully Gully : Trabant-Wipeout (1986 à 1991 – Chance Rides). Attraction foraine.
- Karts à pédales : Voitures à pédales (1996 à 2000). Attraction manquant d'utilité puis retirée sur décision de Grévin & Cie.
- Kartings à pédales : Voitures à pédales (2007 à 2014).
- Labyrinthe : Palais des glaces (1980 à 2005).
- Manège enfantin : Manège (années 1980 à 2000).
- Mini golf (le) : Minigolf (1955 à 2017).
- Mont Cassel (le) : Toboggan gonflable (2006 à 2018).
- Patapouf (le) : Jeu gonflable (2015 à 2018).
- Plaine de jeux : aire de jeux pour enfants (années 1980 à 2005).
- Poneys : promenade en poneys (années 1970 à 1995). Terrain supprimé en 1996 pour installer le O'Galop.
- Quads : course de quads (1986 à 2000). Attraction manquant d'utilité puis retirée sur décision de Grévin & Cie. Terrain utilisé pour la construction du Raft.
- Rallye des Dunes : Course de mini Formule 1 (1998 à 2017).
- Rivière des castors : Petite rivière (années 1980 à 1998). Remplacée par le Baron Rouge.
- Rodéo mécanique : Rodéo mécanique (années 1980 à 2000). Attraction manquant d'utilité puis retirée sur décision de Grévin & Cie.
- Super Constellation : Lockheed Constellation (1968 à 1976 – Lockheed). F-BGNF: démonté en mai 1976 et transporté à Marquise pour devenir un restaurant puis détruit en 1995[28].
- Train Fantôme : Train fantôme (années 1970 - années 1980). Attraction foraine.
- Trampoline : Trampoline (2011 à 2018).
- Vélos excentriques : Vélos désaxés (1955 à 2000). Attraction de retour en 2011.

##### Anciens spectacles

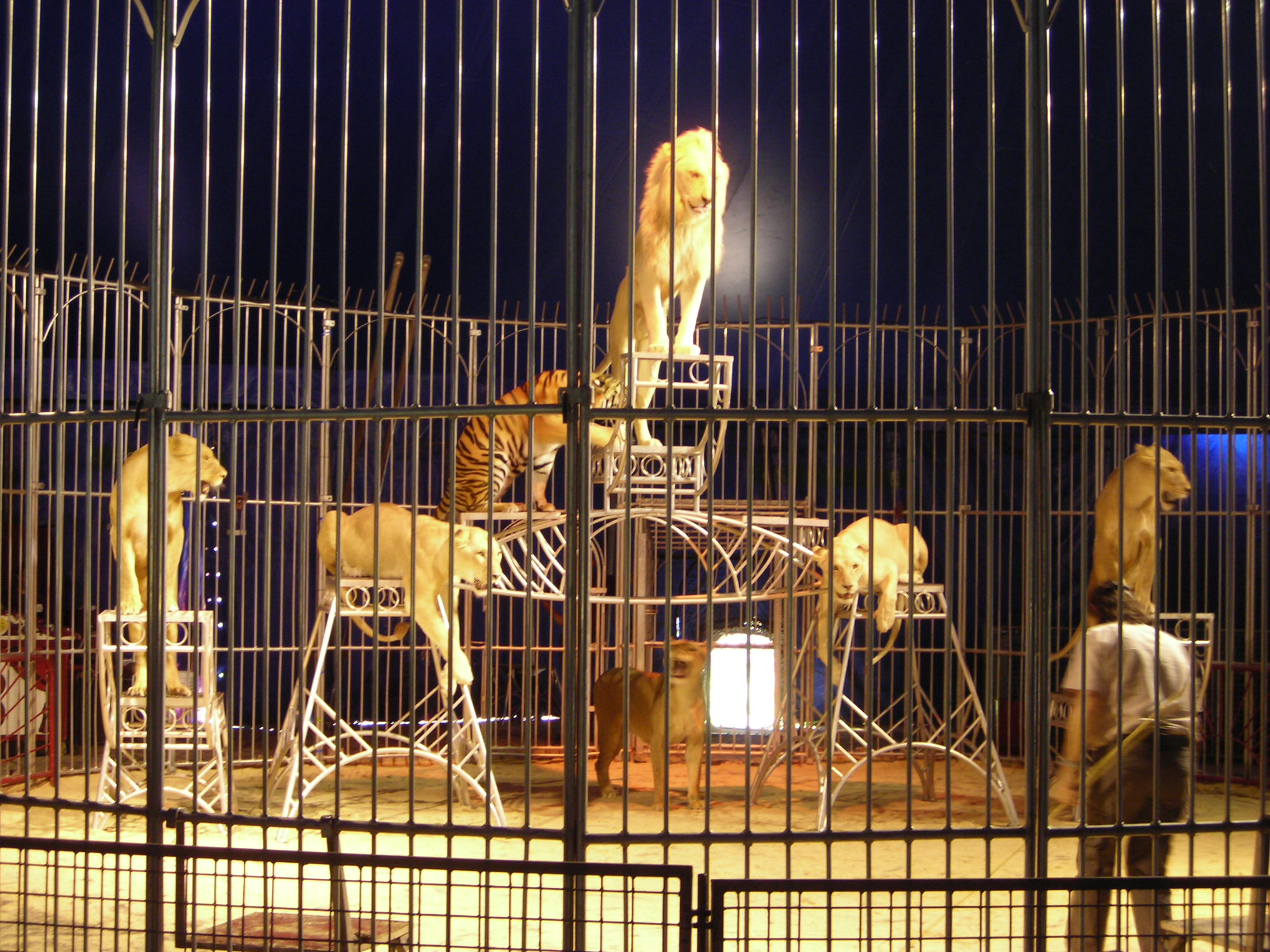
Spectacle de fauves

| Nom                          | Type                                                     | Ouverture | Fermeture |
| ---------------------------- | -------------------------------------------------------- | --------- | --------- |
| Dîner-spectacle              | Dîner-spectacle                                          | 2007      | 2007      |
| Cirque Imagine (le)          | spectacle de cirque                                      | 2001      | 2006      |
| Kid Bauer et ses fauves      | spectacle de félins                                      | 2006      | 2012      |
| HO-TA-RI                     | spectacle d'otaries                                      | 2013      | 2014      |
| Plongeurs des Caraïbes (les) | spectacle de plongeons                                   | 2014      | 2016      |
| Illusion Mystery             | spectacle de magie mis en scène par Tim Silver           | 2017      | 2018      |
| Secrets Illusion             | Spectacle créé représenté et mis en scène par Tim Silver | 2019      | 2019      |

## Résultats et effectifs
Au 30 septembre 2017 le parc a réalisé un chiffre d'affaires de 6 862 400 euros, dégageant un résultat de 1 161 000 euros avec soixante-cinq salariés.